# Najbrt (korporátní styl ČD)

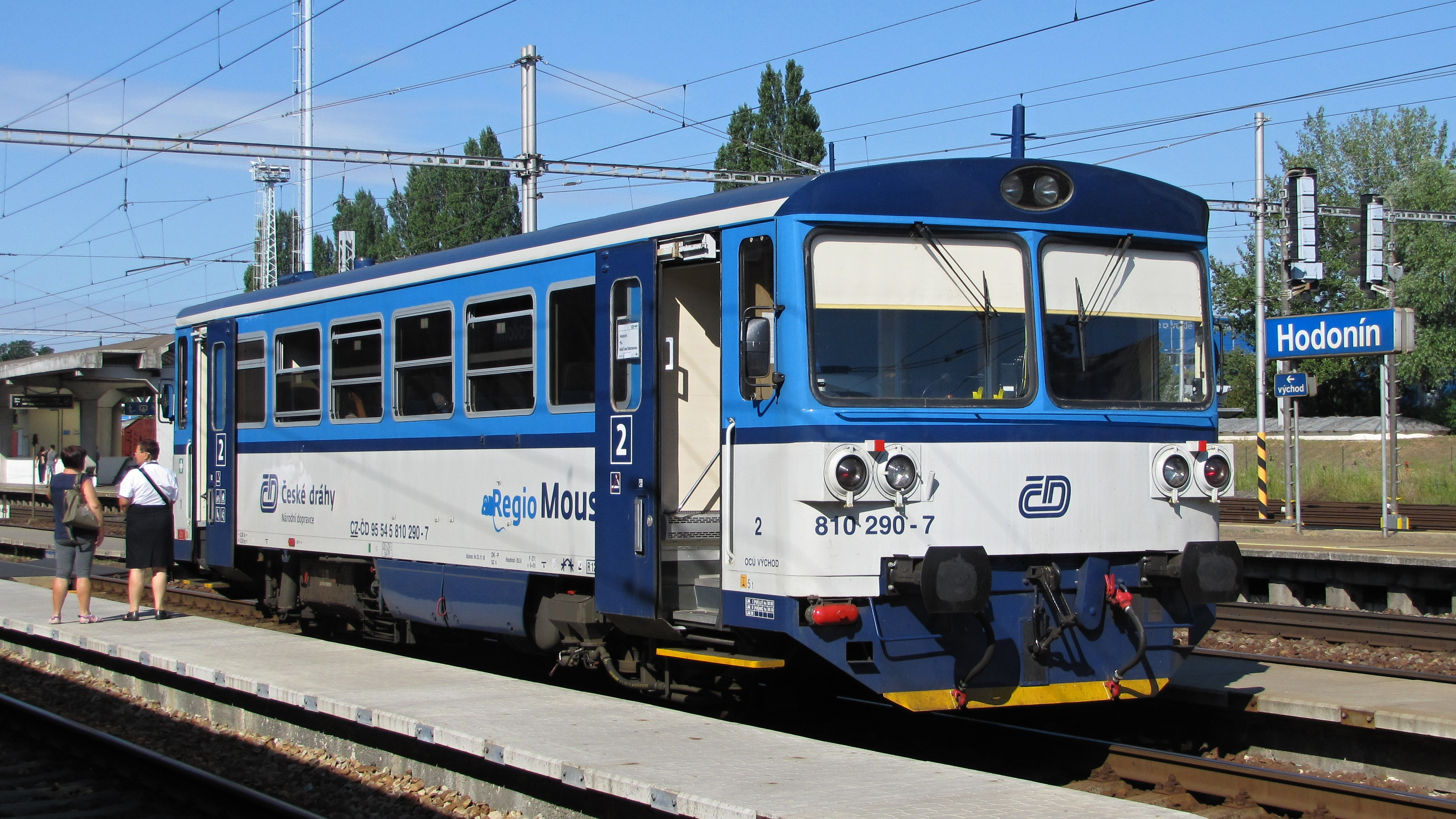
Motorový vůz 810 v korporátním nátěru ČD

Najbrt je označení, jímž se v prostředí Českých drah označuje modře laděný korporátní styl této společnosti zaváděný od listopadu 2008 postupně na vozidla většiny typových řad. Týká se jak exteriéru (barevná nátěrová schémata), tak interiéru (barva potahů sedadel, celkové provedení). Autorem je Studio Najbrt Aleše Najbrta.

## Vývoj

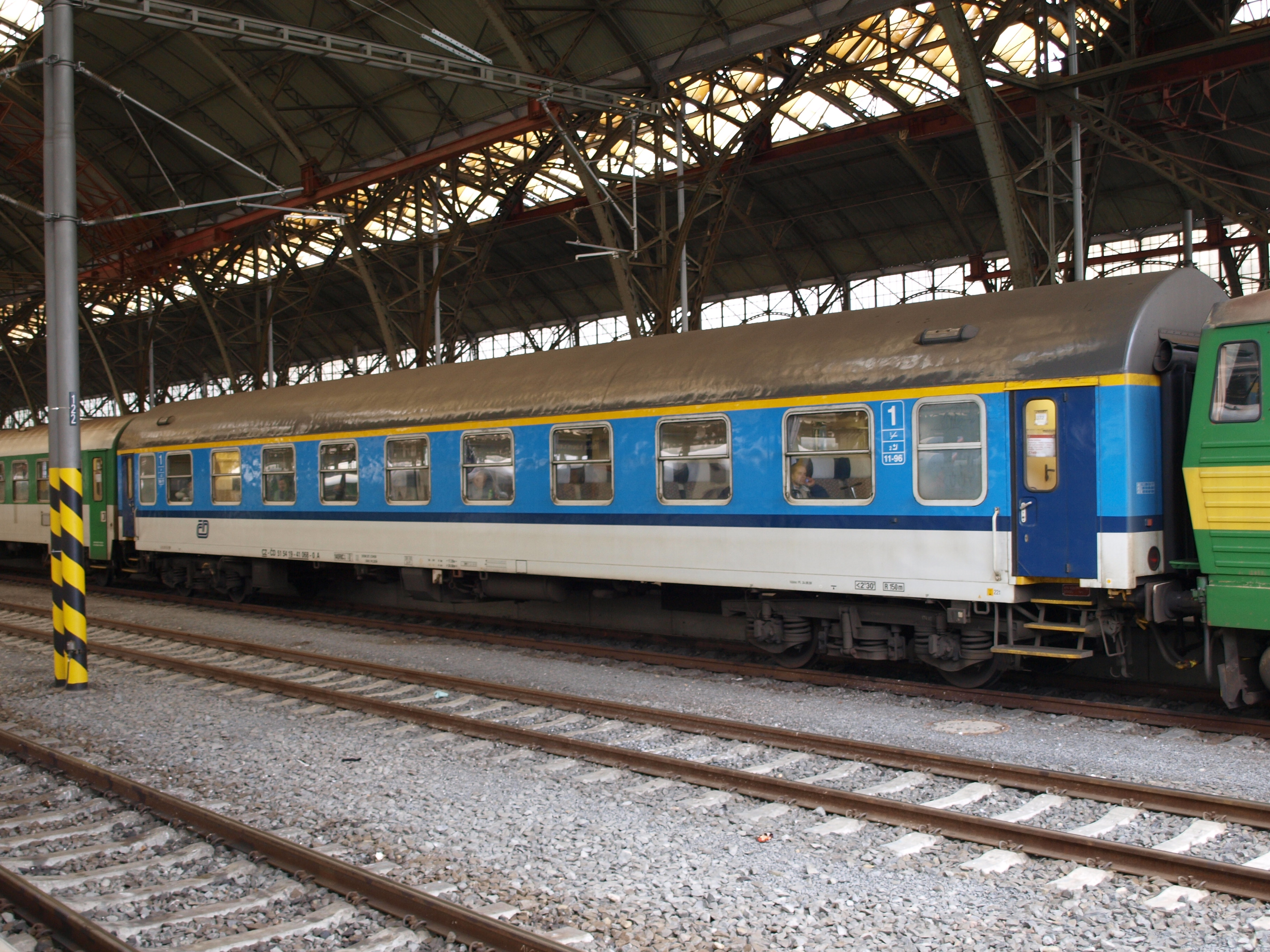
Vůz A v Najbrtu první verze, Praha hlavní nádraží

Styl začal být aplikován od podzimu 2008 a za tu dobu prodělal několik obměn.
První verze počítala u vozů se světle šedým spodkem, pod okny tmavě modrým pruhem, přes okna světle modrými a šedivou střechou. Vozy služební (Ds952), ale i poloslužební (BDs450) pak mají spodek modrý stejně jako jsou přes okna. Vozy lůžkové a lehátkové měly být se světle šedým spodkem, pod okny světle modrým pruhem a zbytkem tmavě modrým, jídelní a bistro vozy celé světle šedé s tmavě modrým pruhem pod okny. Lokomotivy měly být celé světle šedé s modrými lichoběžníky na bocích.
Později bylo upraveno řešení lokomotiv, byl snížen úhel lichoběžníků na bocích, střecha a rám se začaly natírat šedou barvou místo bílé. Dále bylo změněno schéma pro jídelní a bistro vozy na shodné s vozy lůžkovými a lehátkovými (tj. světle šedý spodek, pod okny světle modrý pruh a přes okna tmavě modrá, zbytek šedý).
Zásadní změna nátěru přišla ke konci roku 2011. Lokomotivy už na bocích nemají lichoběžníky, ale mají po obvodu světle modrý pás na světle šedém podkladu a rám a střechu natřenou tmavě modrou barvou (první lokomotivou v tomto novém nátěru byla 754.021.[zdroj?] Tato změna se týkala i vozů, které mají nově modrou střechu místo šedivé a navíc světle šedý pruh nad okny.

## Výjimky
Nátěr Najbrt se neměl týkat motorových jednotek 814 Regionova, a to kvůli protestům studia Konting, které vytvořilo původní barevné řešení nátěru.
Nátěr Najbrt se neměl dále týkat motorových vozů 854, k nim přípojných vozů řad Bdtn756 a Bdtn757, řídicích vozů ABfbrdtn795 a Bfbrdtn794. Těmto vozům měl zatím zůstat klasický červený nátěr (kromě tří brněnských souprav 854 + Bdtn756 + ABfbrdtn795, které v Najbrtu již jsou). Ovšem protože přípojné a řídicí vozy těchto řad jsou používány i s jinými motorovými vozy (např. řady 842 nebo 843), které se podle Najbrta natírají, vznikají soupravy sestavené z vozů s různým nátěrem. Aktuálně je asi 1/3 řídících vozů ABfbrdtn795 v nátěru Najbrt, zbytek je stále červeno-krémový. Vozů Bdtn756 je aktuálně[kdy?] v nátěru Najbrt 6, všechny jsou z Rakovníka a jezdí na rychlících Praha - Rakovník, občas se však v soupravě objeví i červeno-krémové vozy. Podle stavu opotřebení původního laku budou postupně lakovány i další vozy.[zdroj?]
Od roku 2013 se motorové vozy řady 854 opět natírají v korporátním stylu s modrou střechou a bílým pruhem nad okny (prvními vozy v této barevné kombinaci jsou 854.014 a 854.019); od roku 2014 rovněž motorové vozy 814 (Regionovy) při dílenských opravách, které jsou spojeny s obnovou nátěru (první takový vůz byl v prosinci 2014 vůz 814/914.007).[zdroj?]
Nátěr se však stále netýká jednotek řady 680 Pendolino.[zdroj?]

## Kritika

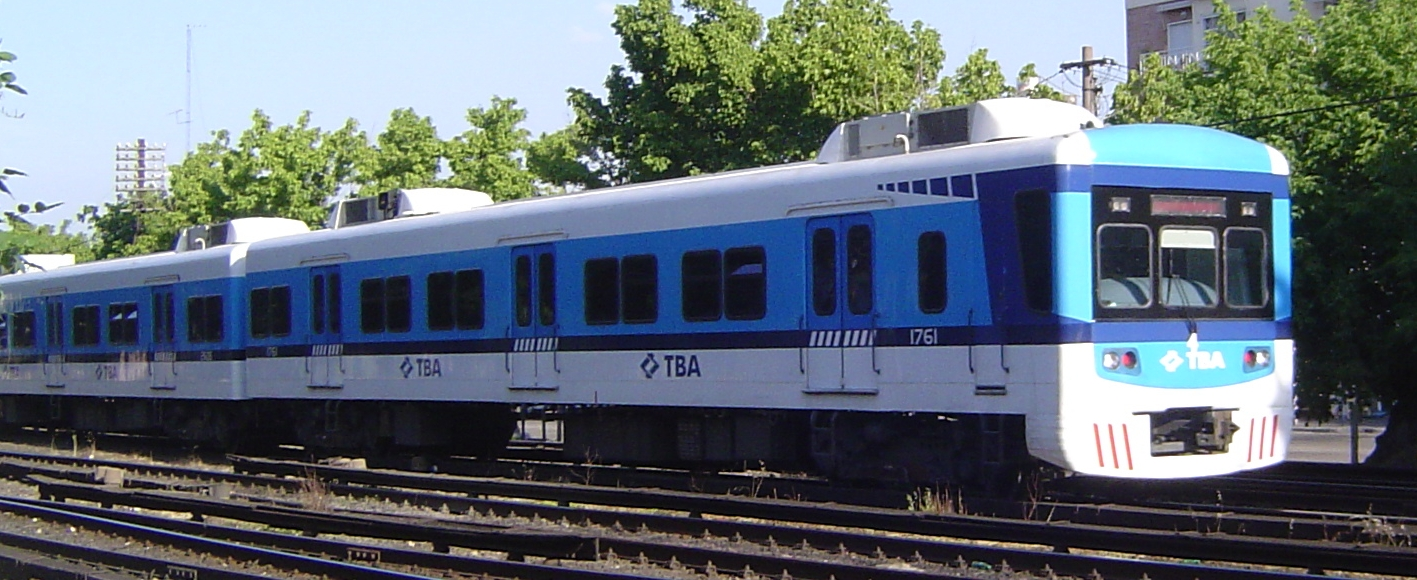
Vlak argentinské společnosti Trenes de Buenos Aires

Podle náchodského studia Konting, které v minulosti pro ČD navrhlo design oranžovo-zelených Regionov, oranžových cyklovozů Bvt či tmavěmodrých lůžkových vozů WLABmz se žlutou kresbou, jsou barvy, se kterými nové barevné řešení Studia Najbrt pracuje (šedá, safírově modrá a nebeská modř), s ohledem na šerocit (rozpoznatelnost barev za snížené viditelnosti) zcela nevhodné, především pro dopravní prostředky, a toto barevné řešení působí velmi necitlivě též na design vozidel, resp. vůbec ho nebere v potaz.
Kritici rovněž upozornili na nápadnou podobu designu s podobou vlaků argentinské společnosti Trenes de Buenos Aires.

## RAL Tabulka
| Nummer                | Nátěr Najbrt 1 | Nátěr Najbrt 2 |
| --------------------- | -------------- | -------------- |
| Střecha               | RAL 7022       | RAL 5003       |
| Okna 1. třída         | RAL 1003       | RAL 1003       |
| Okna 2. třída         | RAL 5015       | RAL 7035       |
| Okna                  | RAL 5015       | RAL 5015       |
| Proužek, Dveře        | RAL 5003       | RAL 5003       |
| Dolní oblast          | RAL 7035       | RAL 7035       |
| Příklad motorové vozy |                |                |
| Příklad osobní vozy   |                |                |

## Galerie

### Osobní vozy

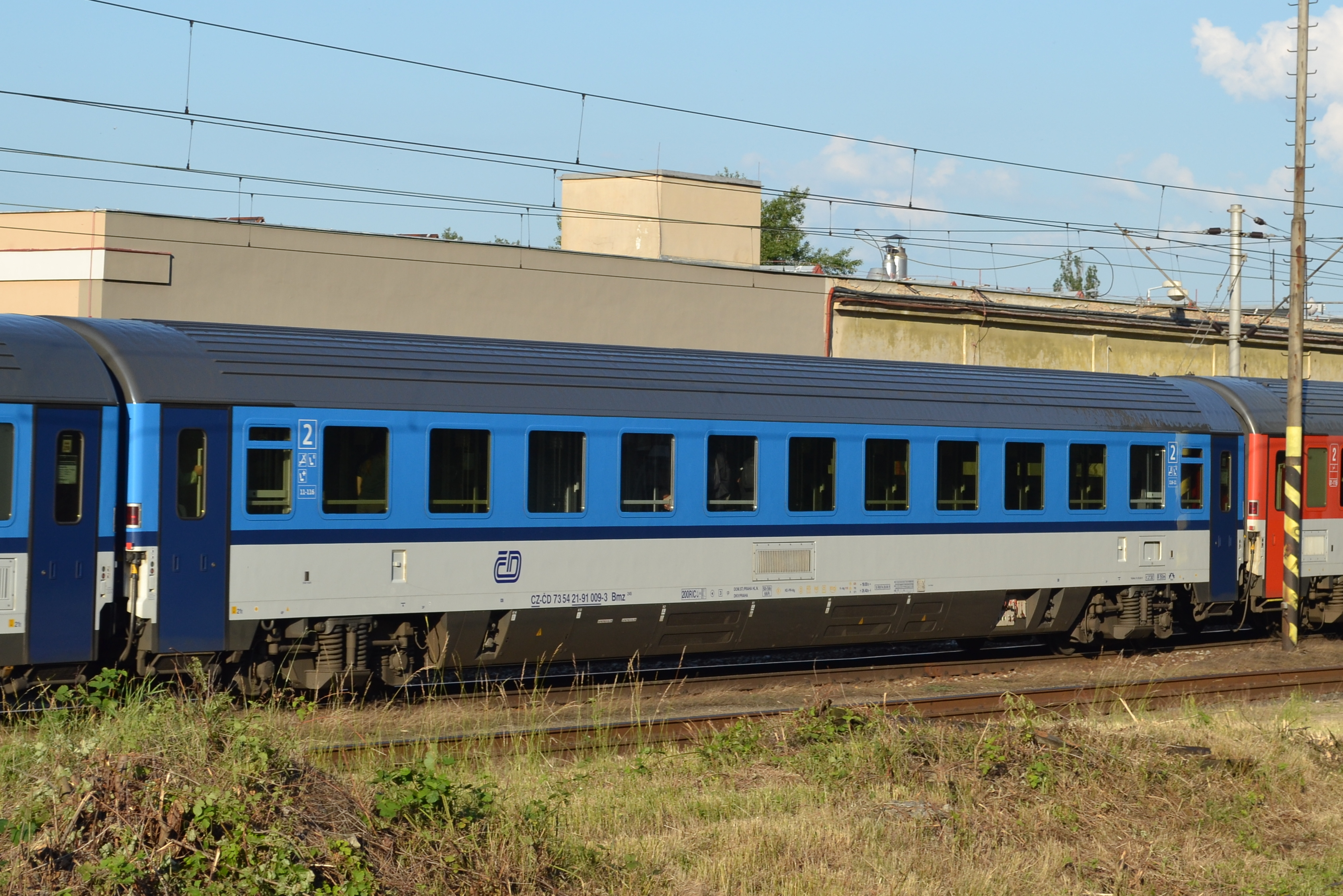
Vůz Bmz245
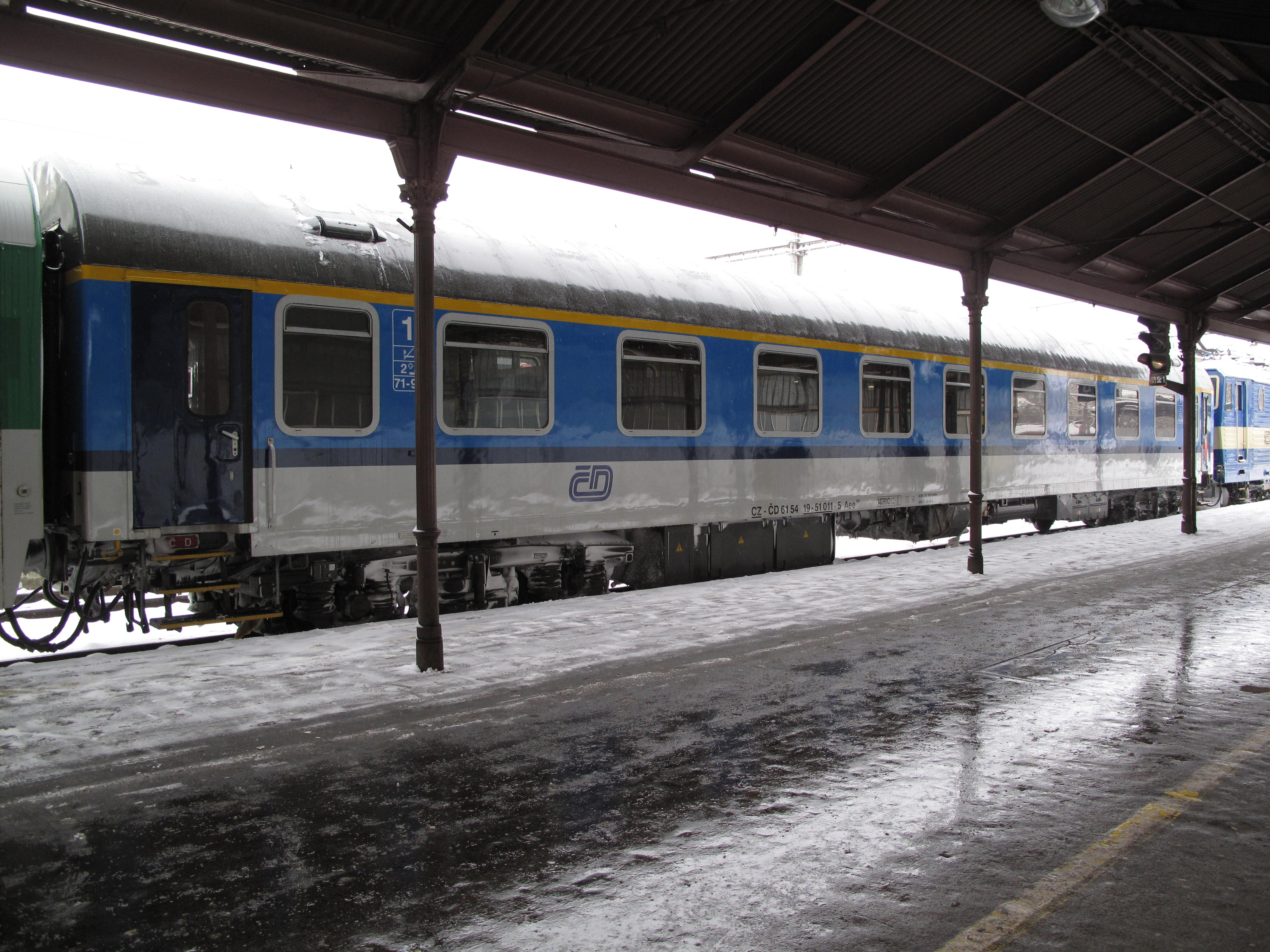
Vůz 1. třídy Aee145
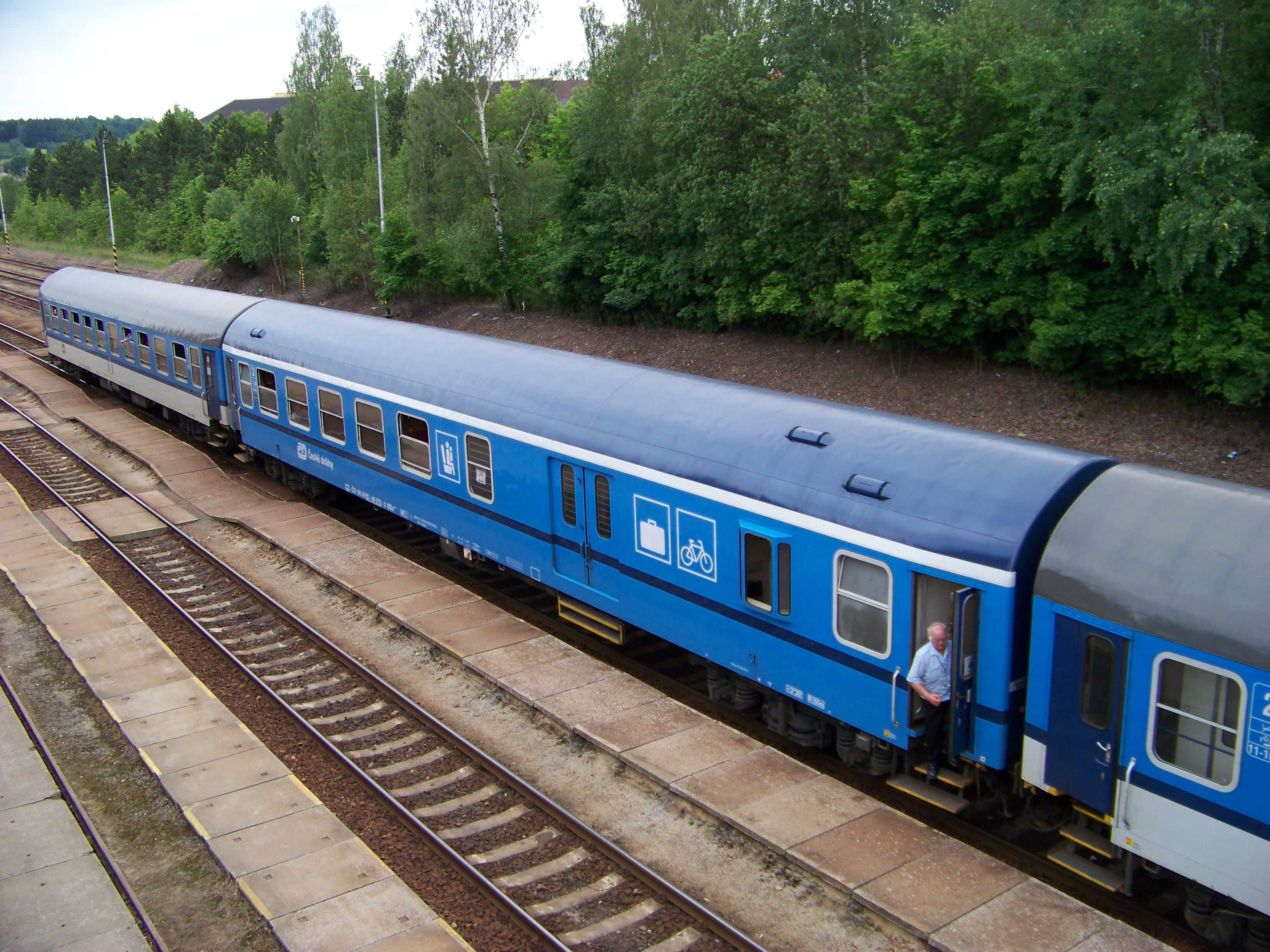
Poloslužební vůz BDs450
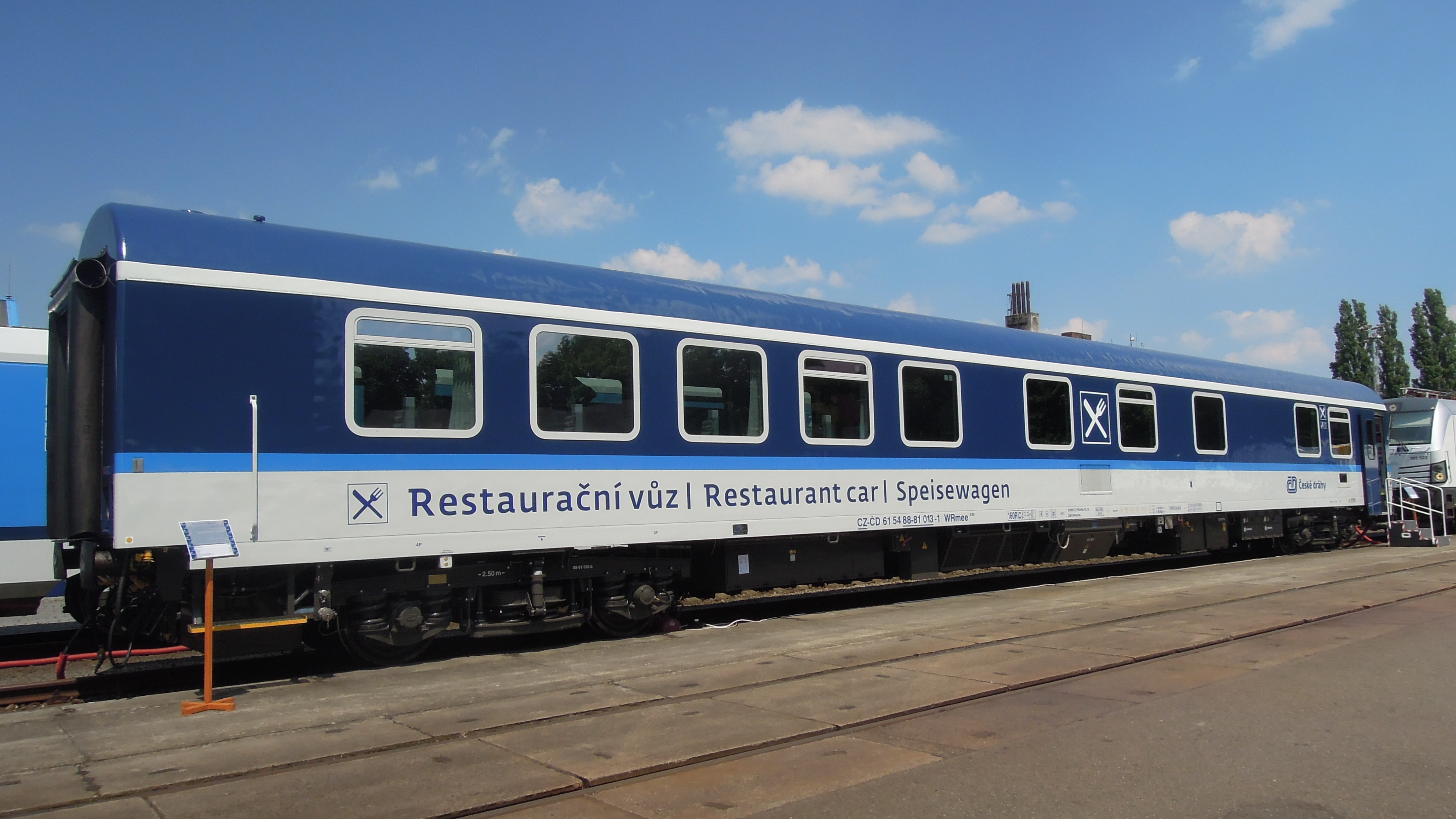
Jídelní vůz WRmee816
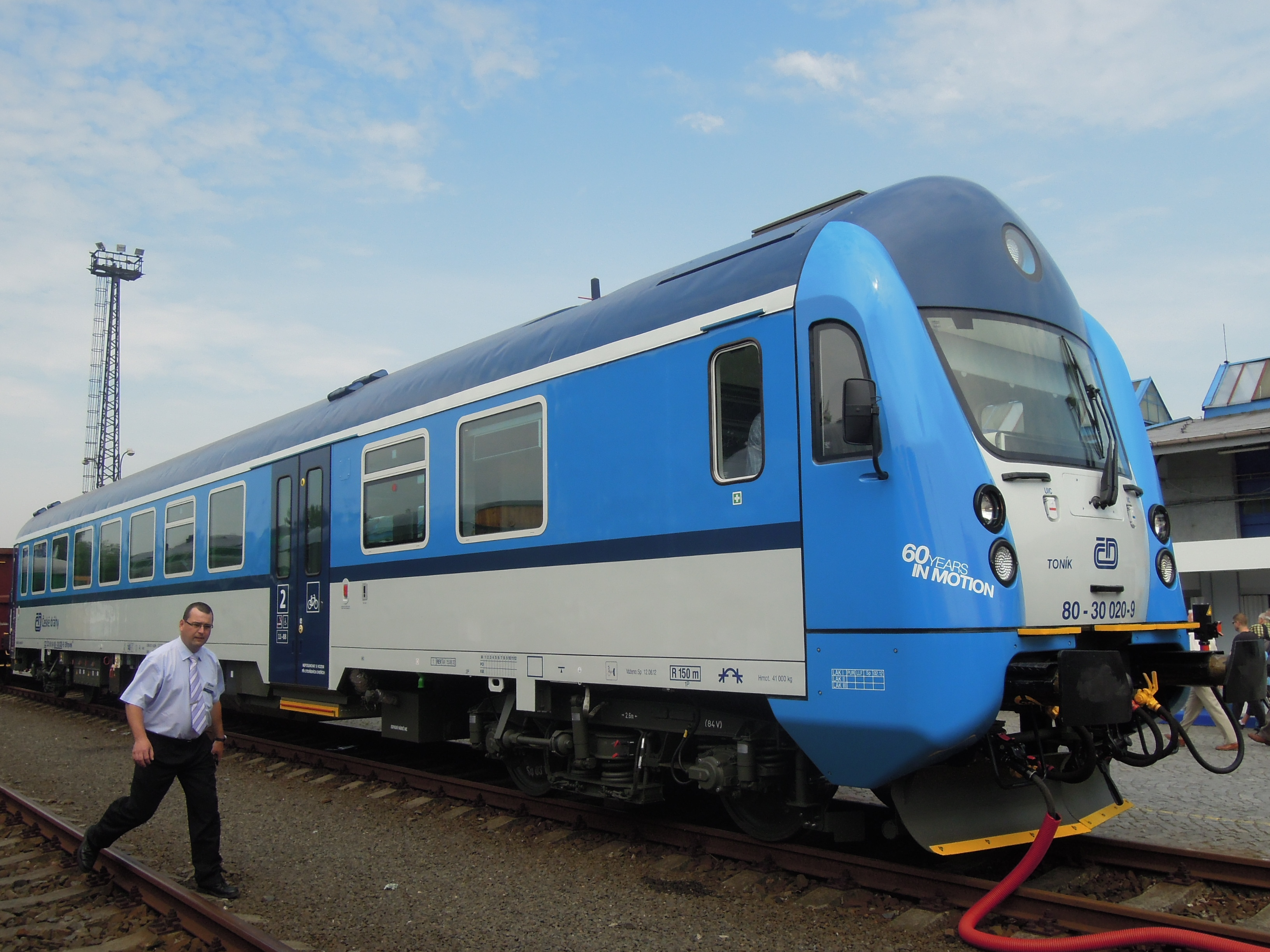
Řídicí vůz Bfhpvee295

### Motorové vozy a jednotky

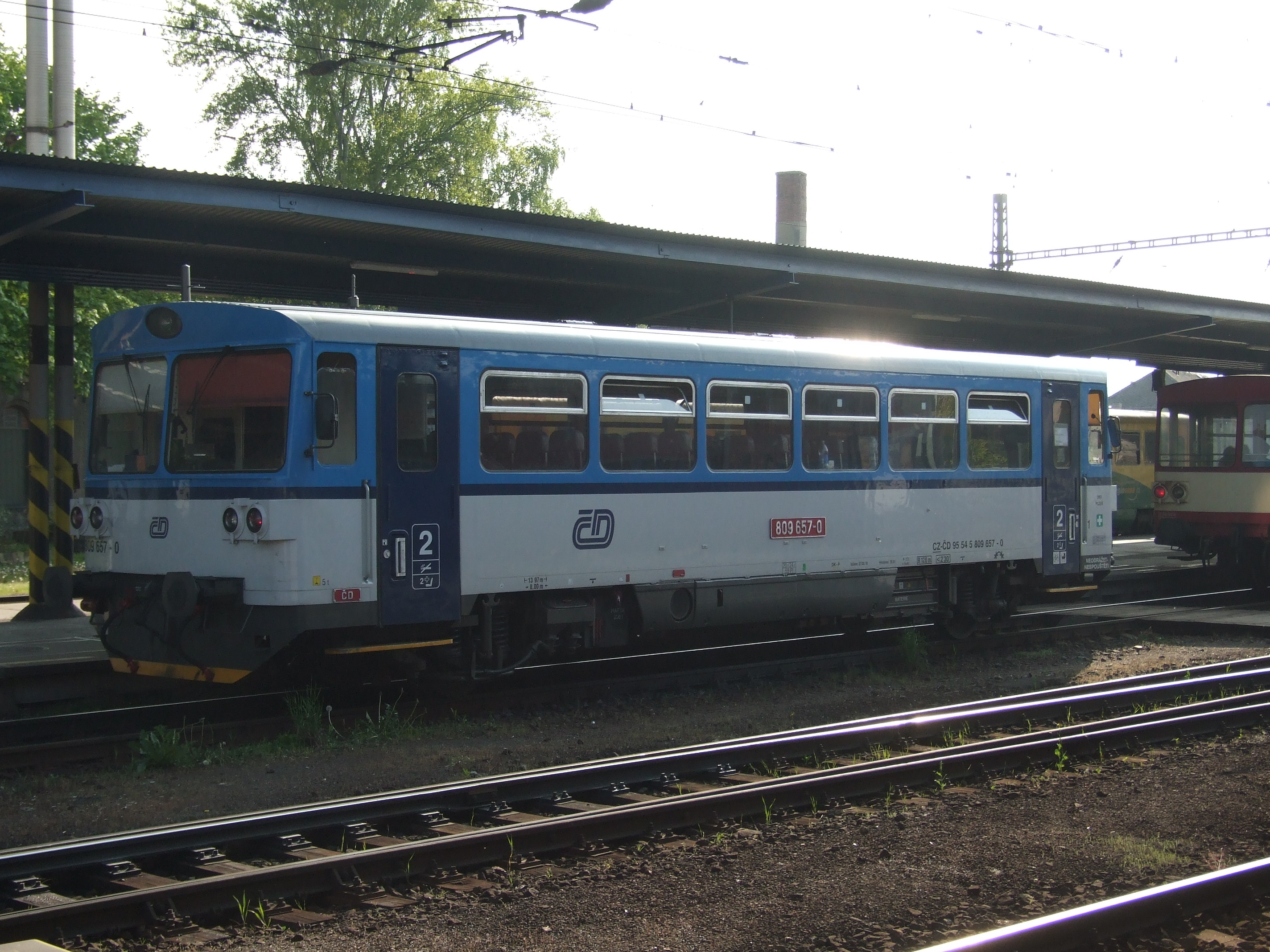
Motorový vůz 809, Kralupy nad Vltavou
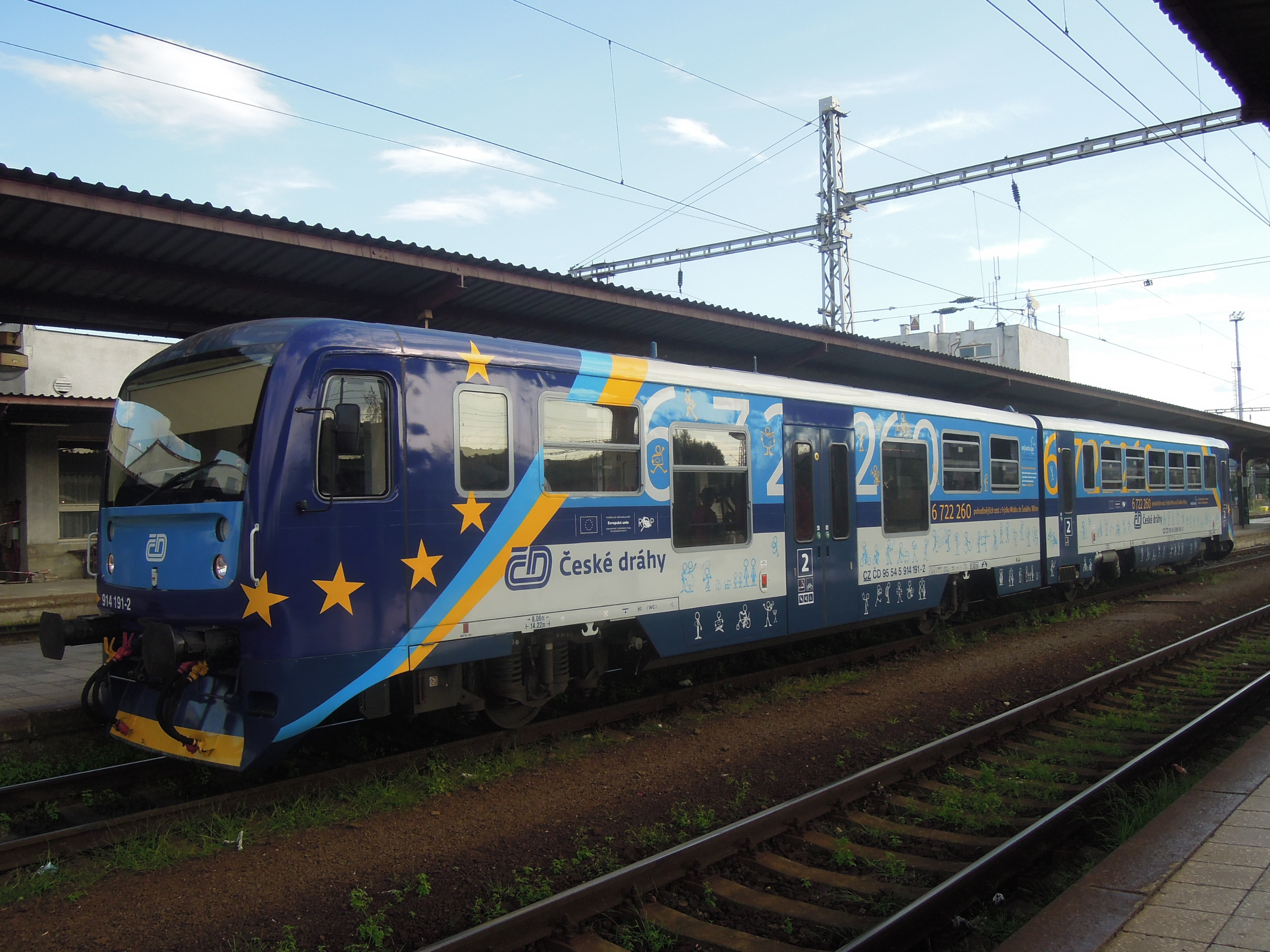
Motorová jednotka 814, Valašské Meziříčí
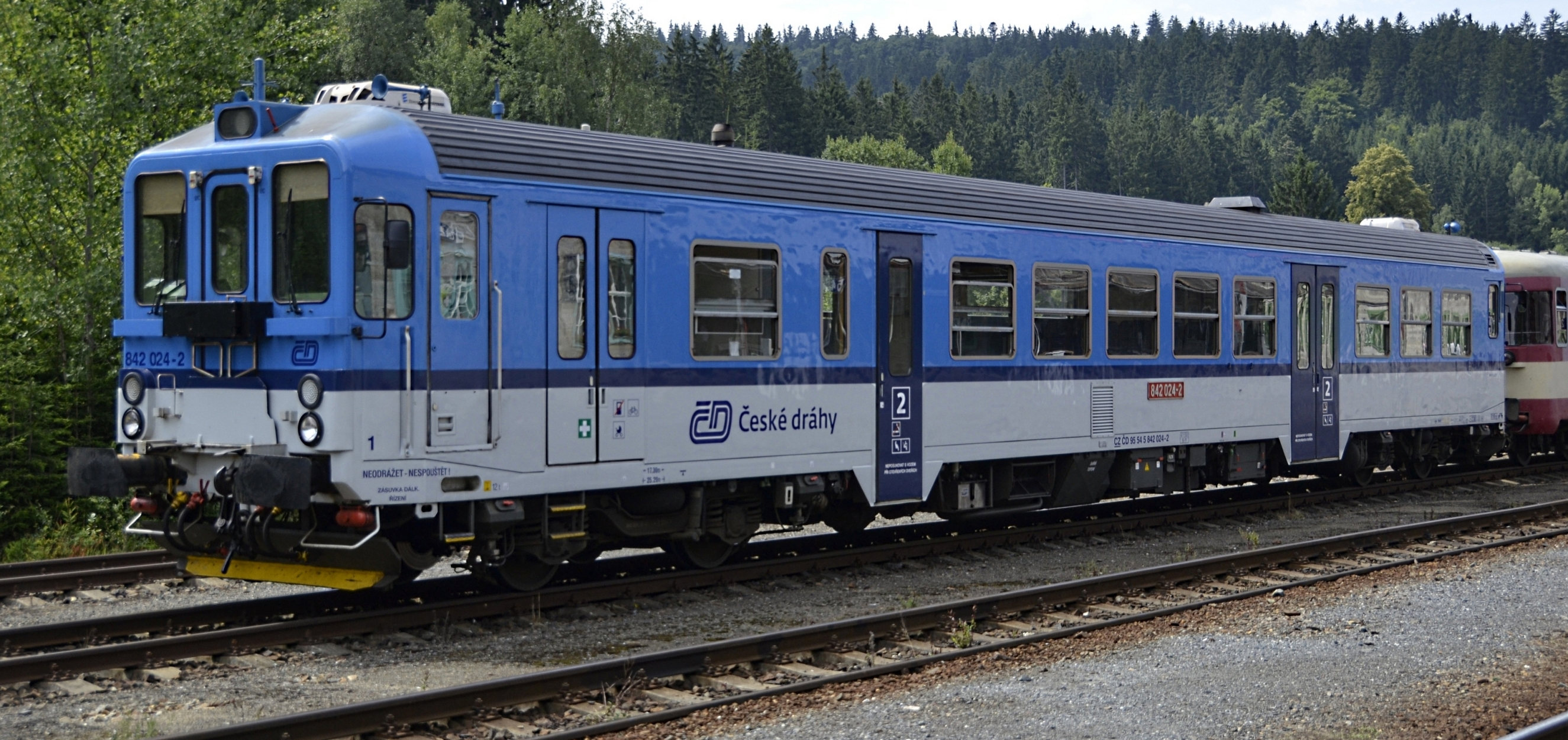
Motorový vůz 842, Železná Ruda-Alžbětín
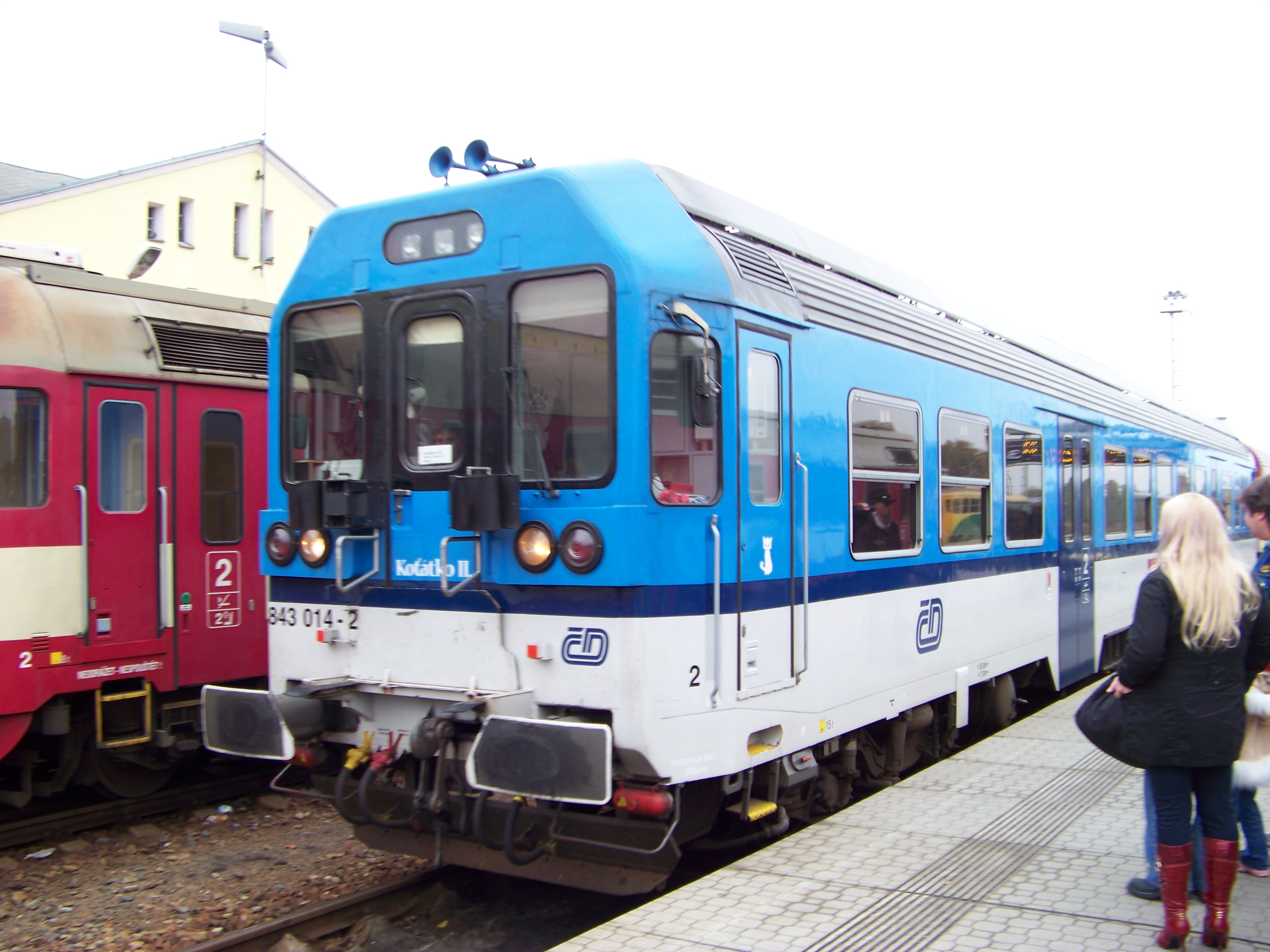
Motorový vůz 843, Turnov
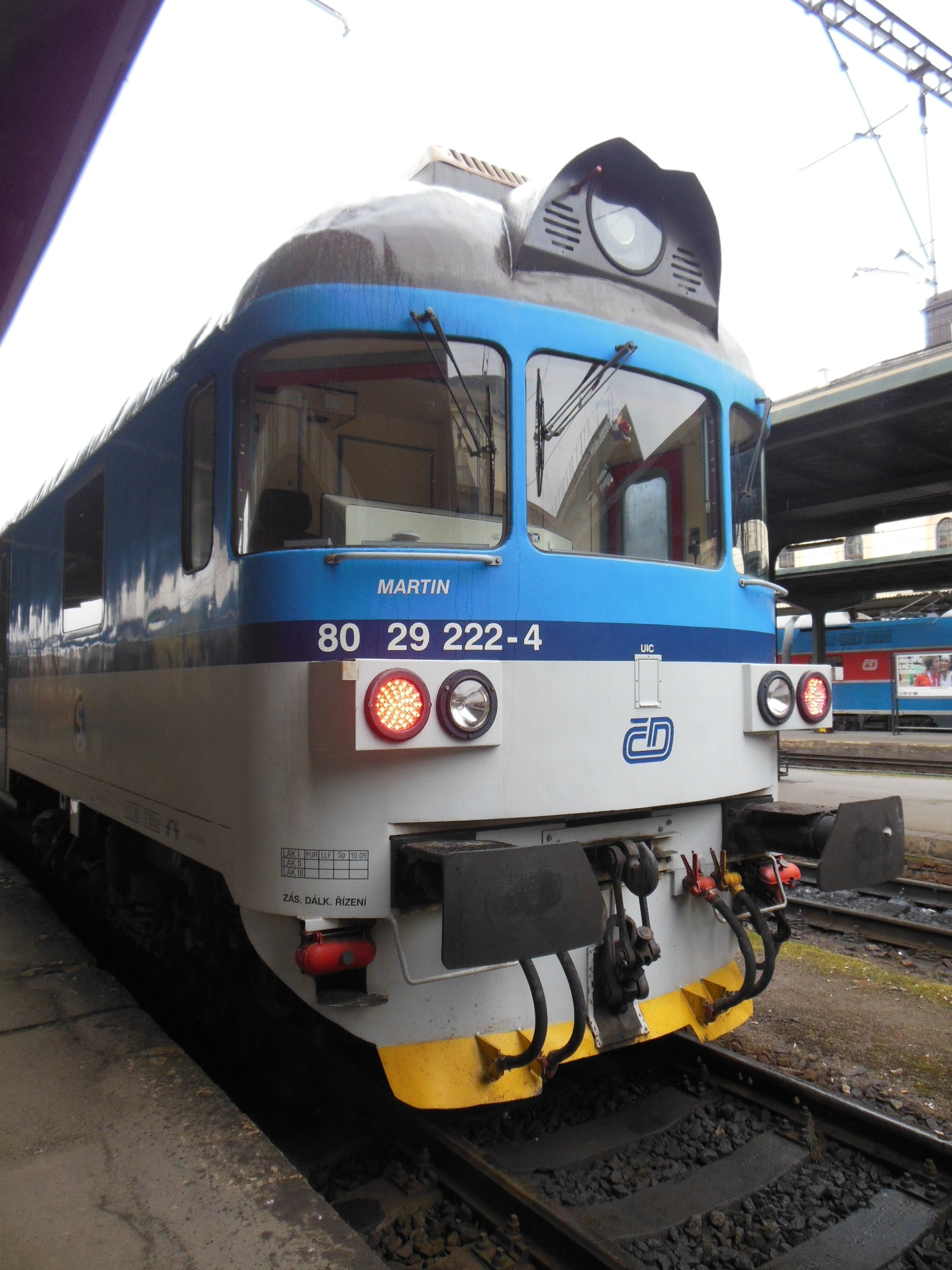
Řídicí vůz ABfbrdtn795, Praha
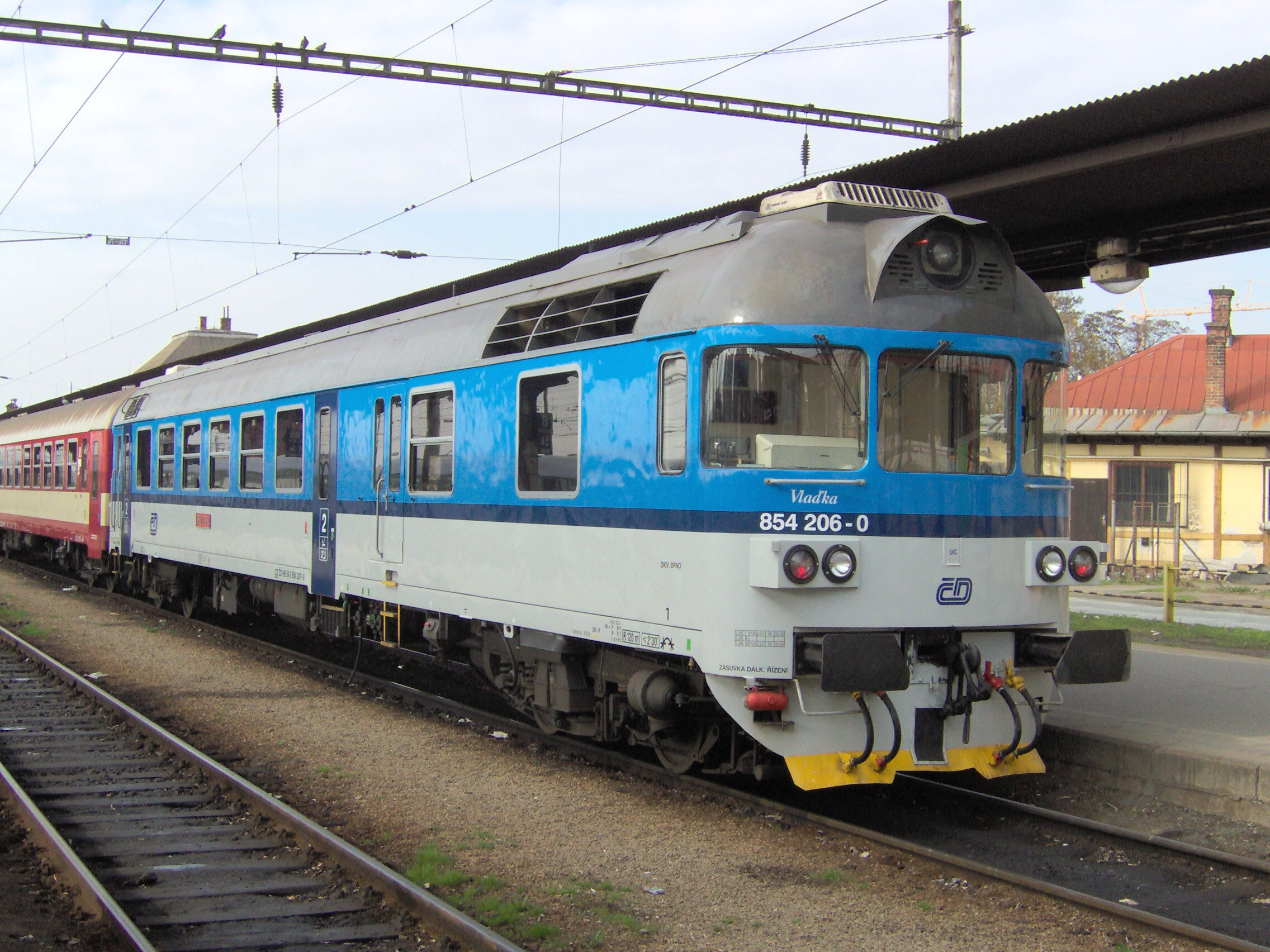
Motorový vůz 854, Brno
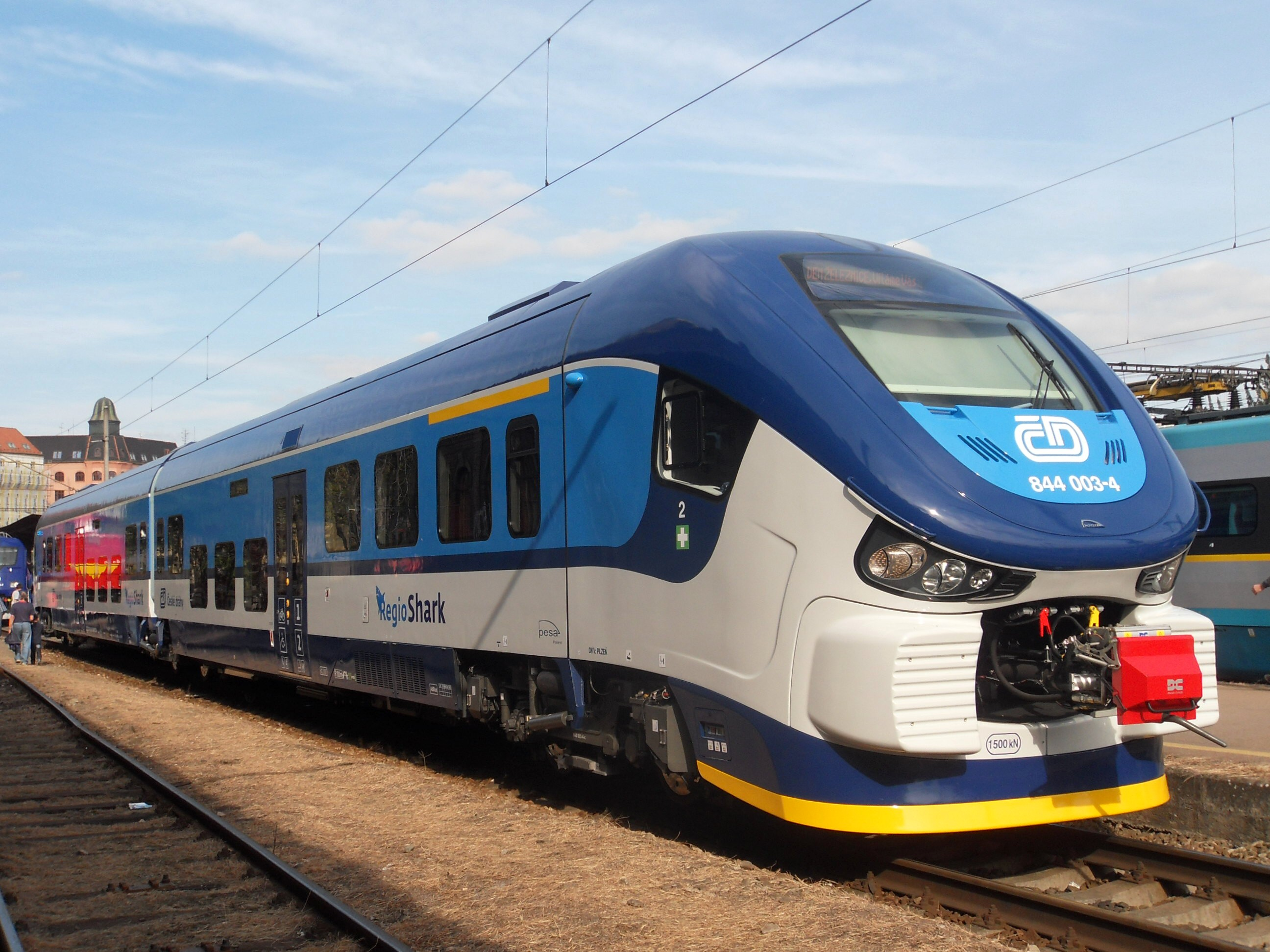
Motorová jednotka 844
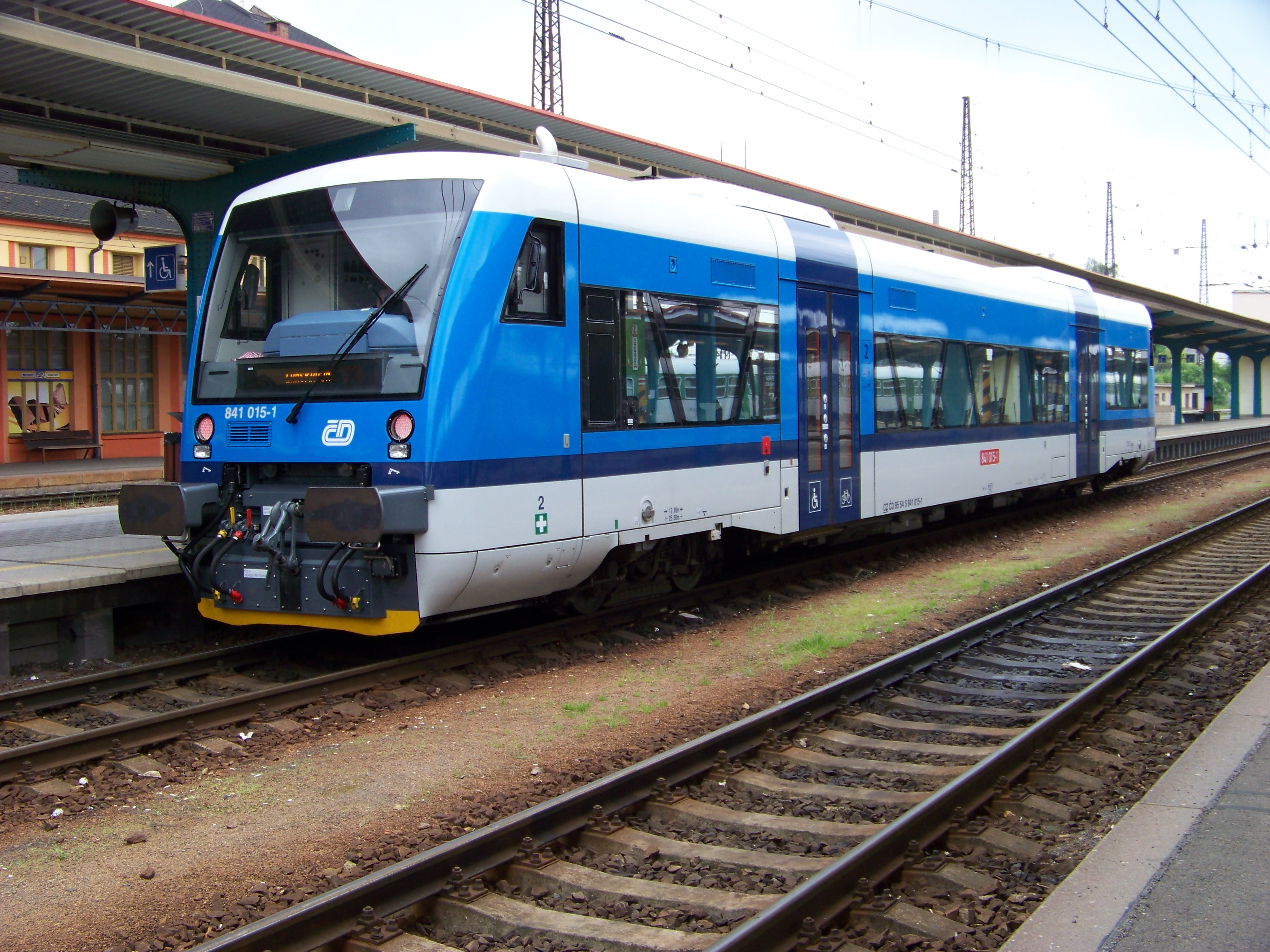
Motorový vůz 841

### Elektrické jednotky

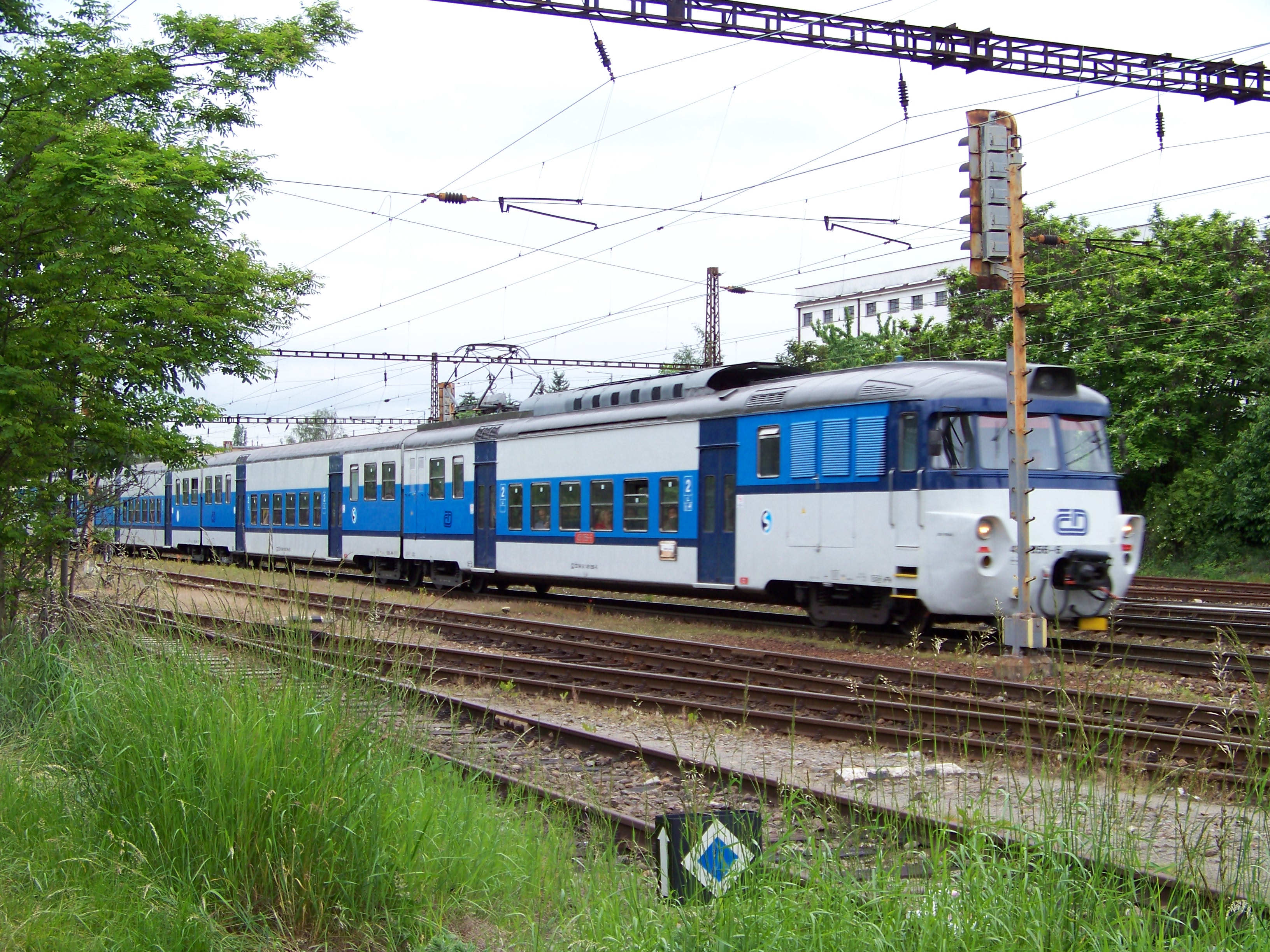
Elektrická jednotka 451, Praha-Hostivař
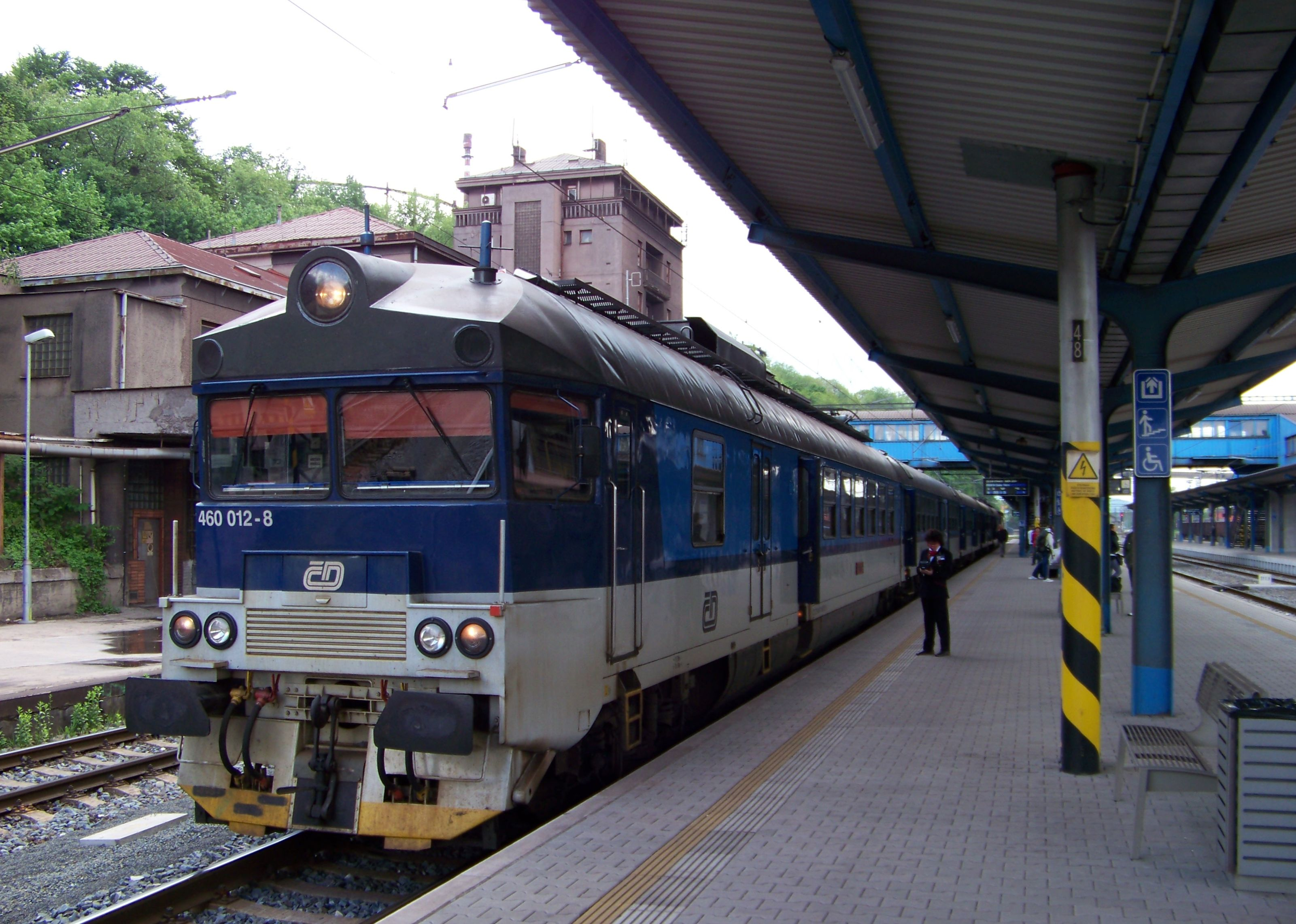
Elektrická jednotka 460, Třinec
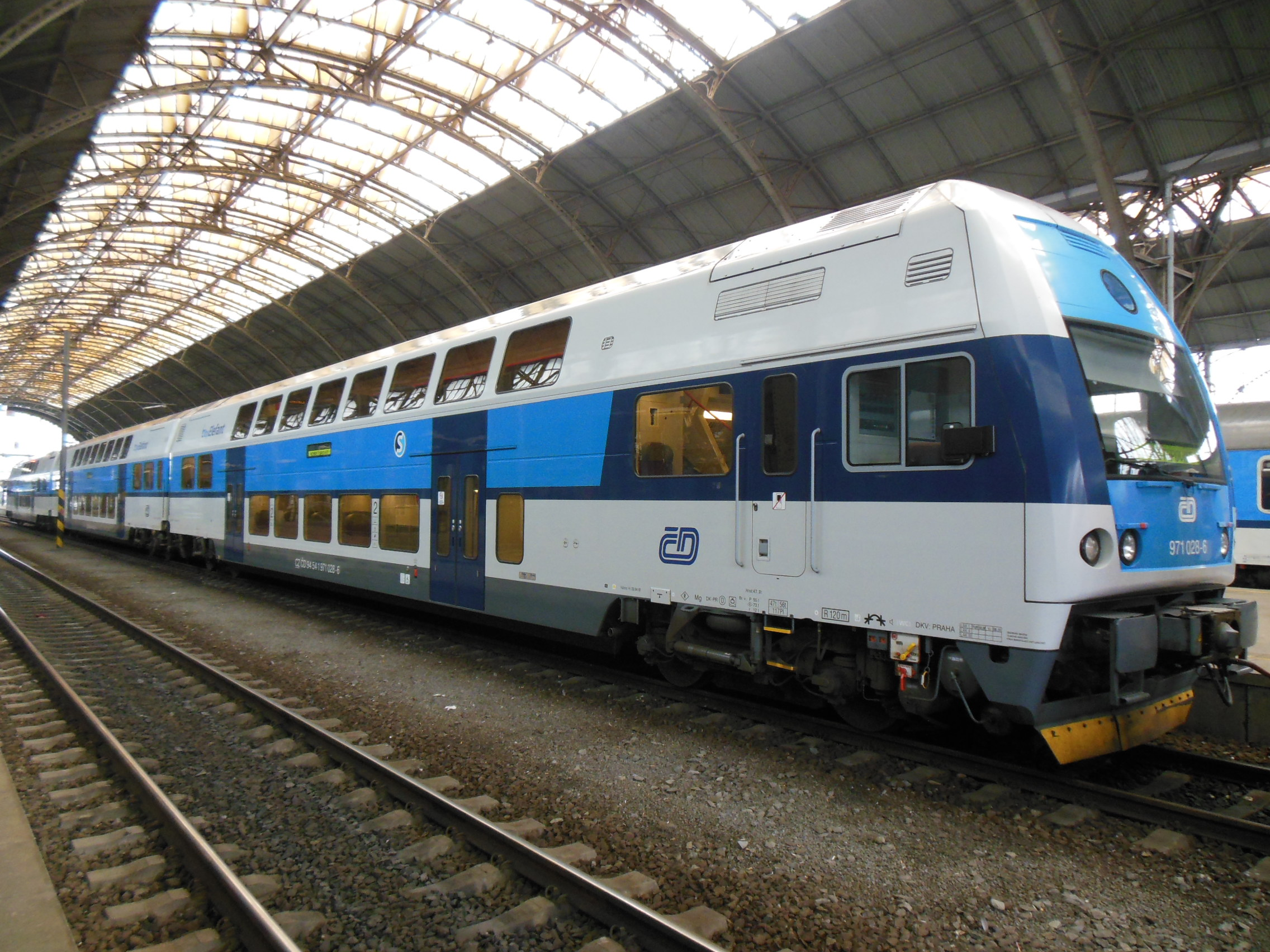
Elektrická jednotka 471, Praha
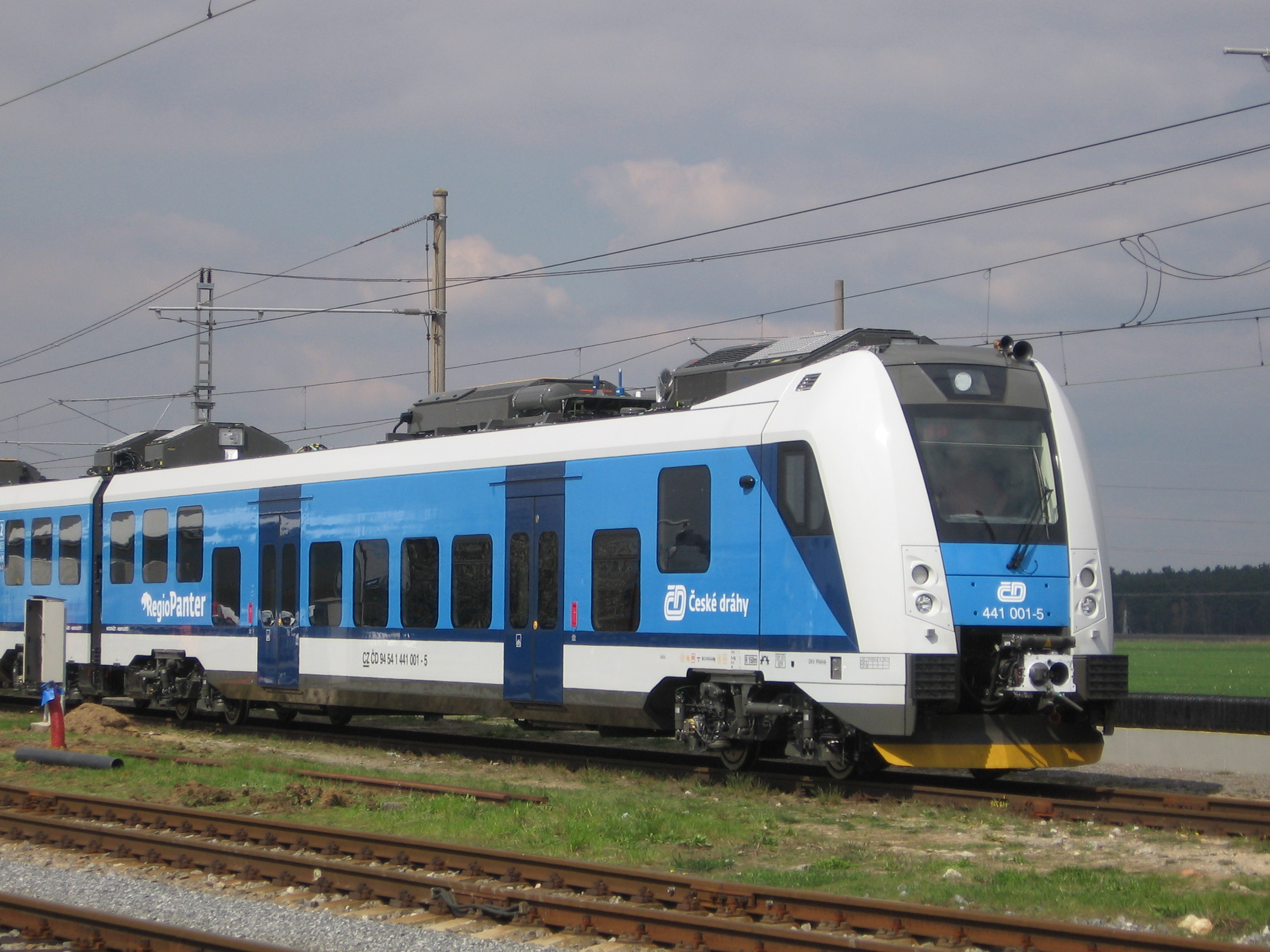
Elektrická jednotka 440 (shodný vzhled s řadou 650)

### Lokomotivy s lichoběžníky

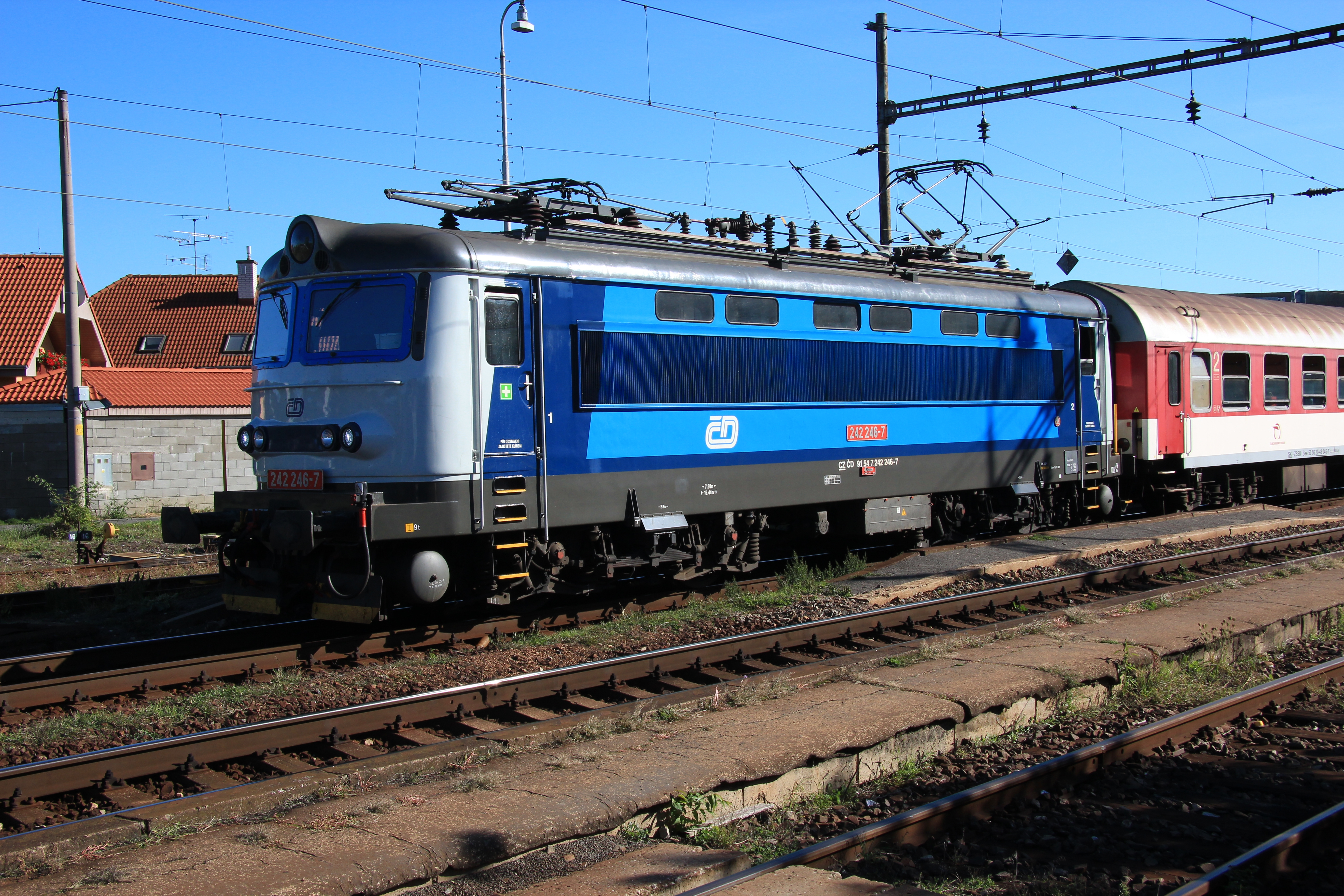
Elektrická lokomotiva řady 242
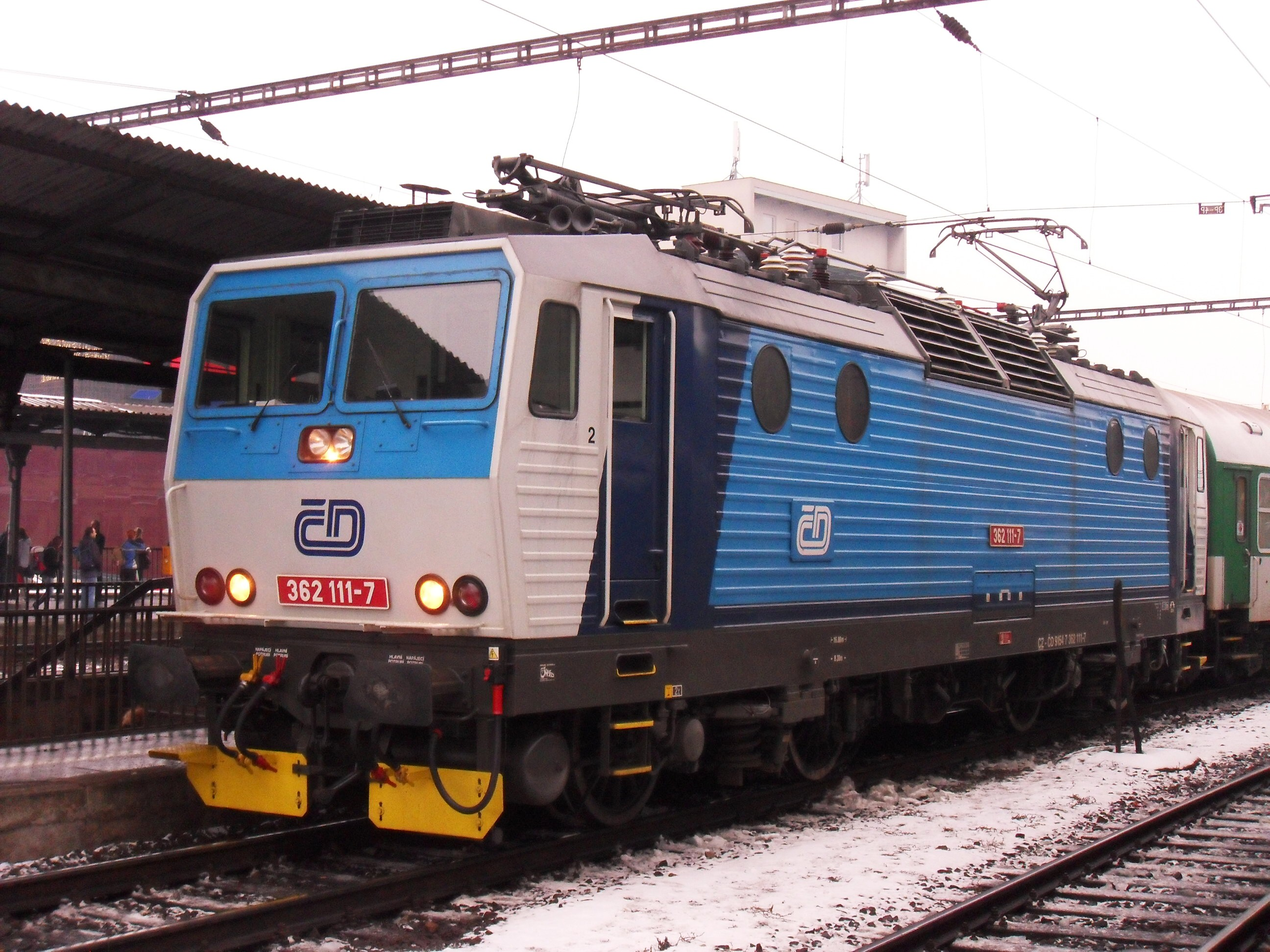
Elektrická lokomotiva řady 362
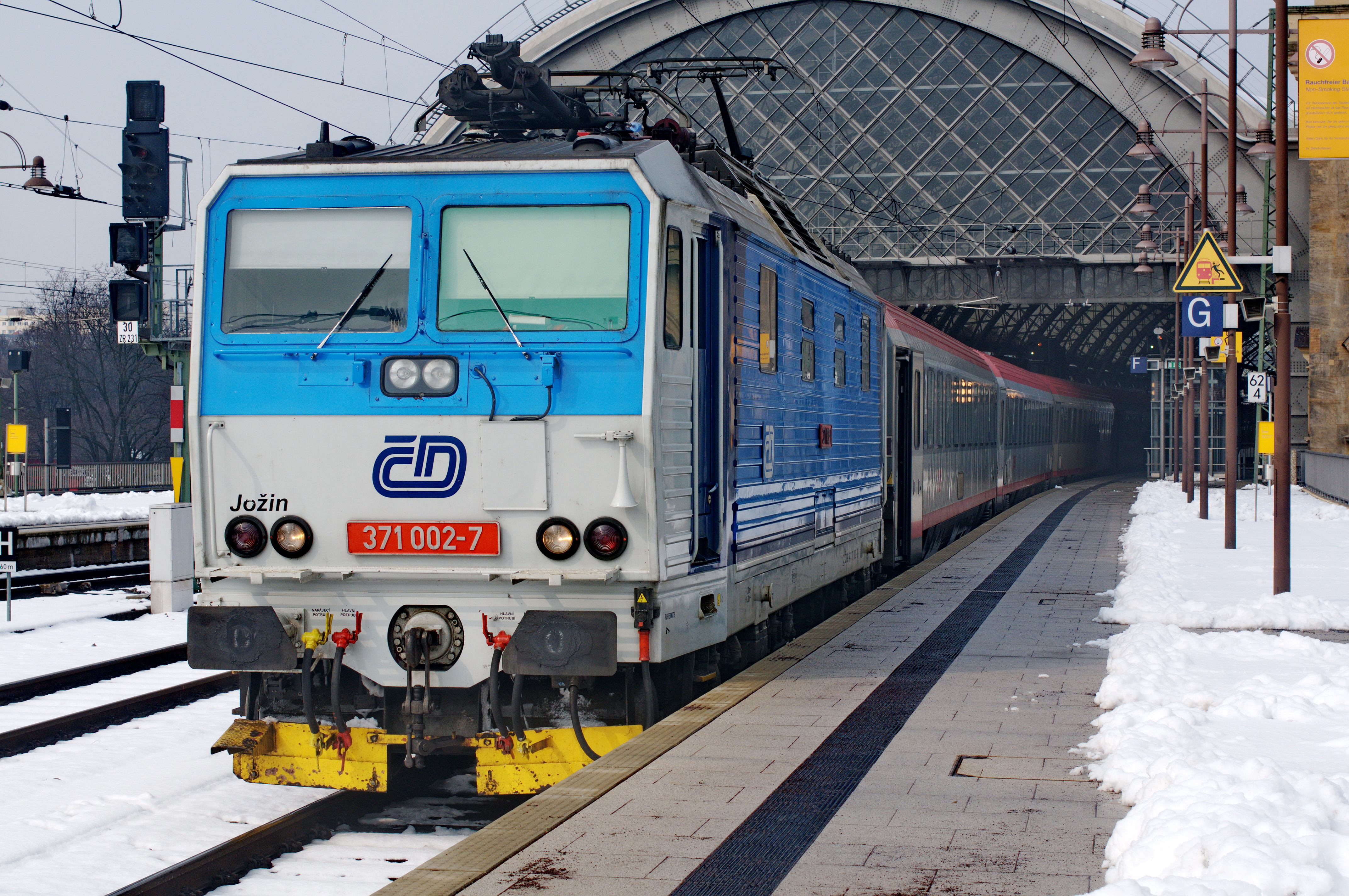
Elektrická lokomotiva řady 371
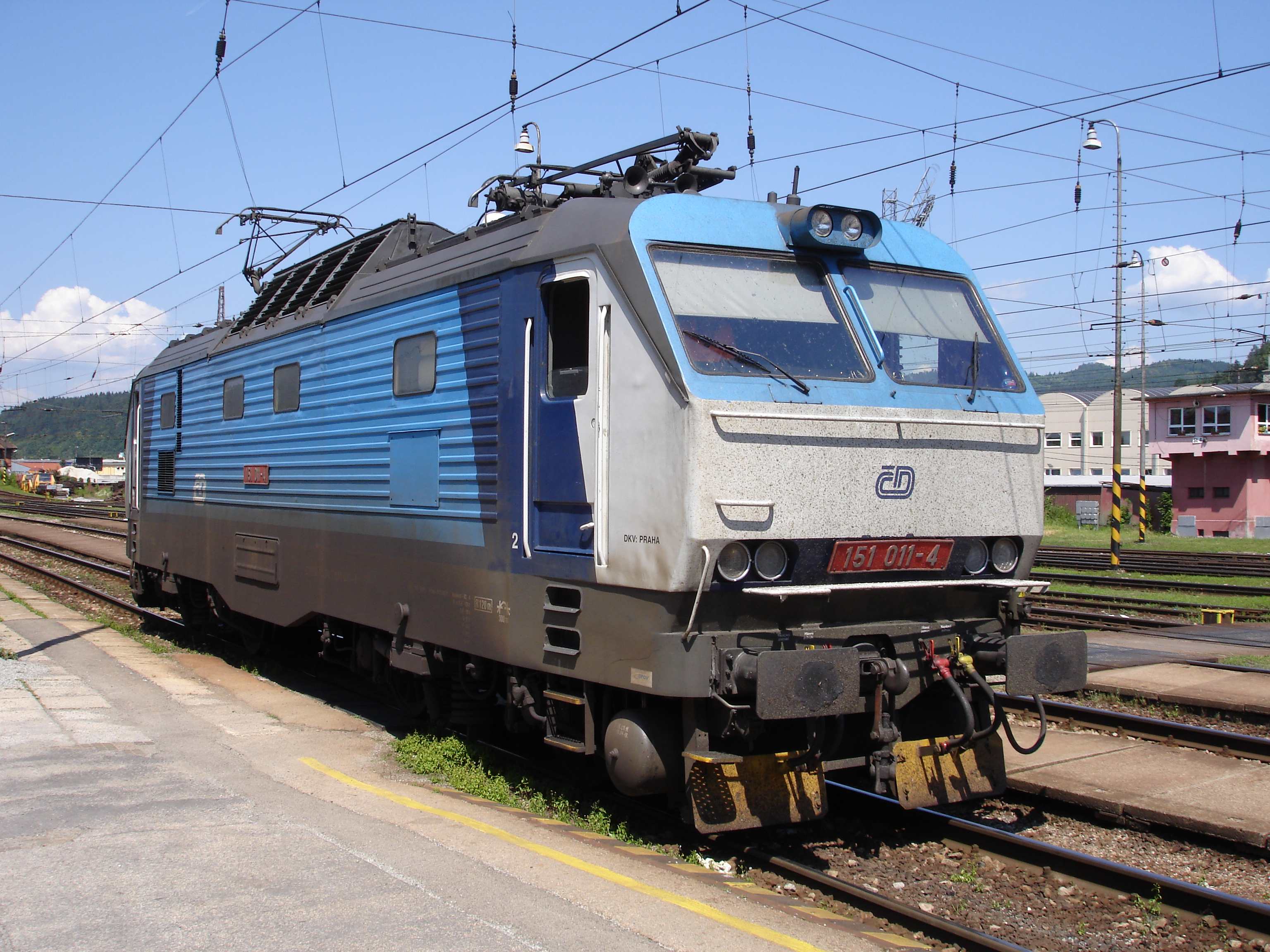
Elektrická lokomotiva řady 151
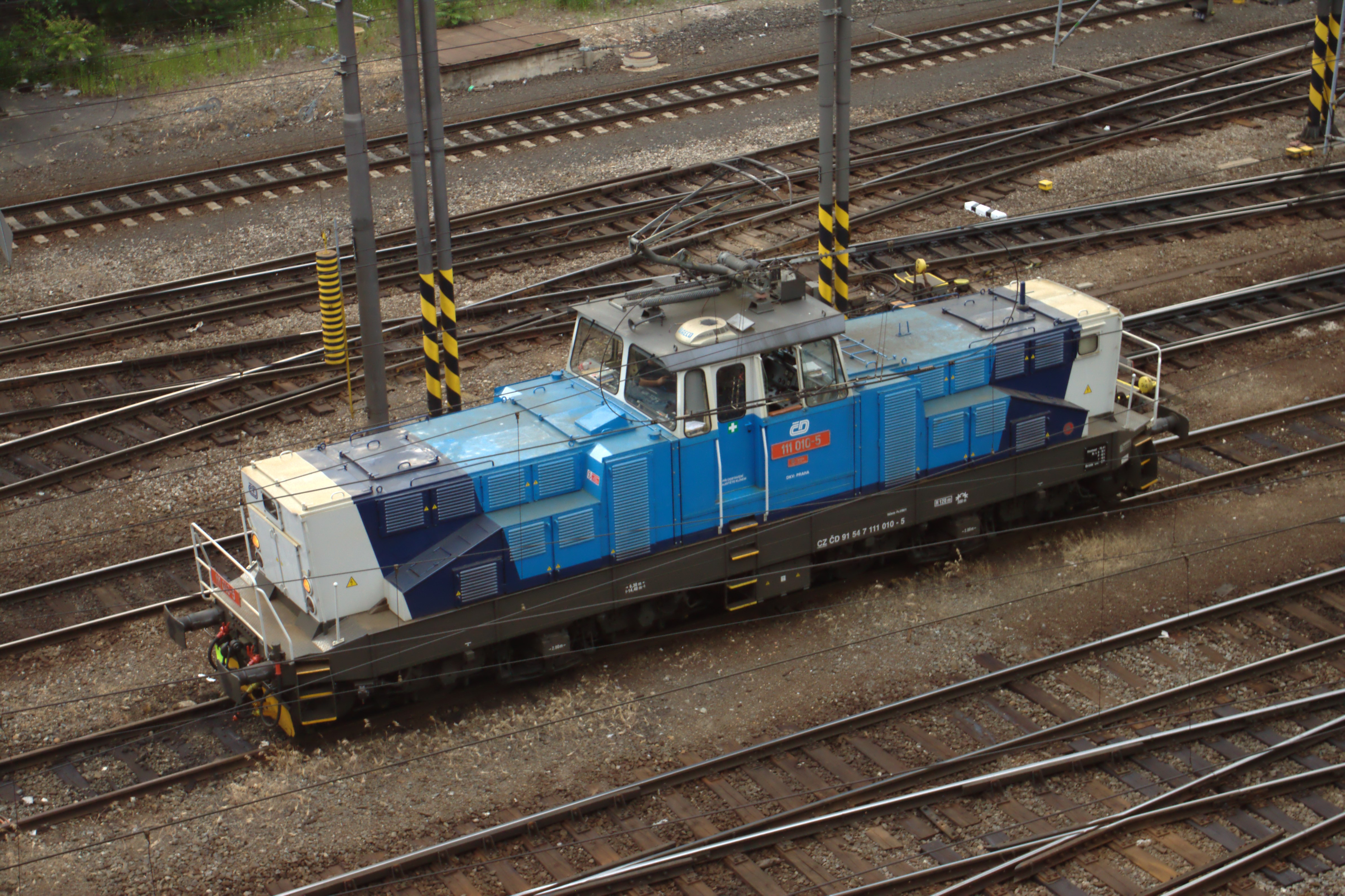
Elektrická lokomotiva řady 111
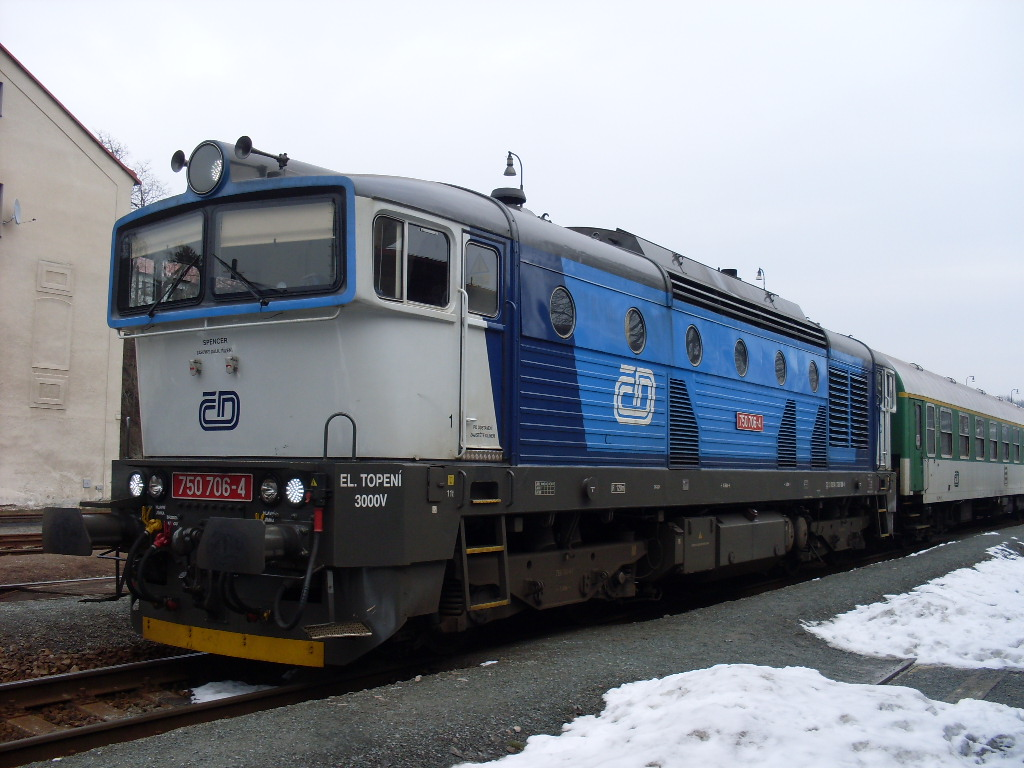
Dieselová lokomotiva řady 750.7
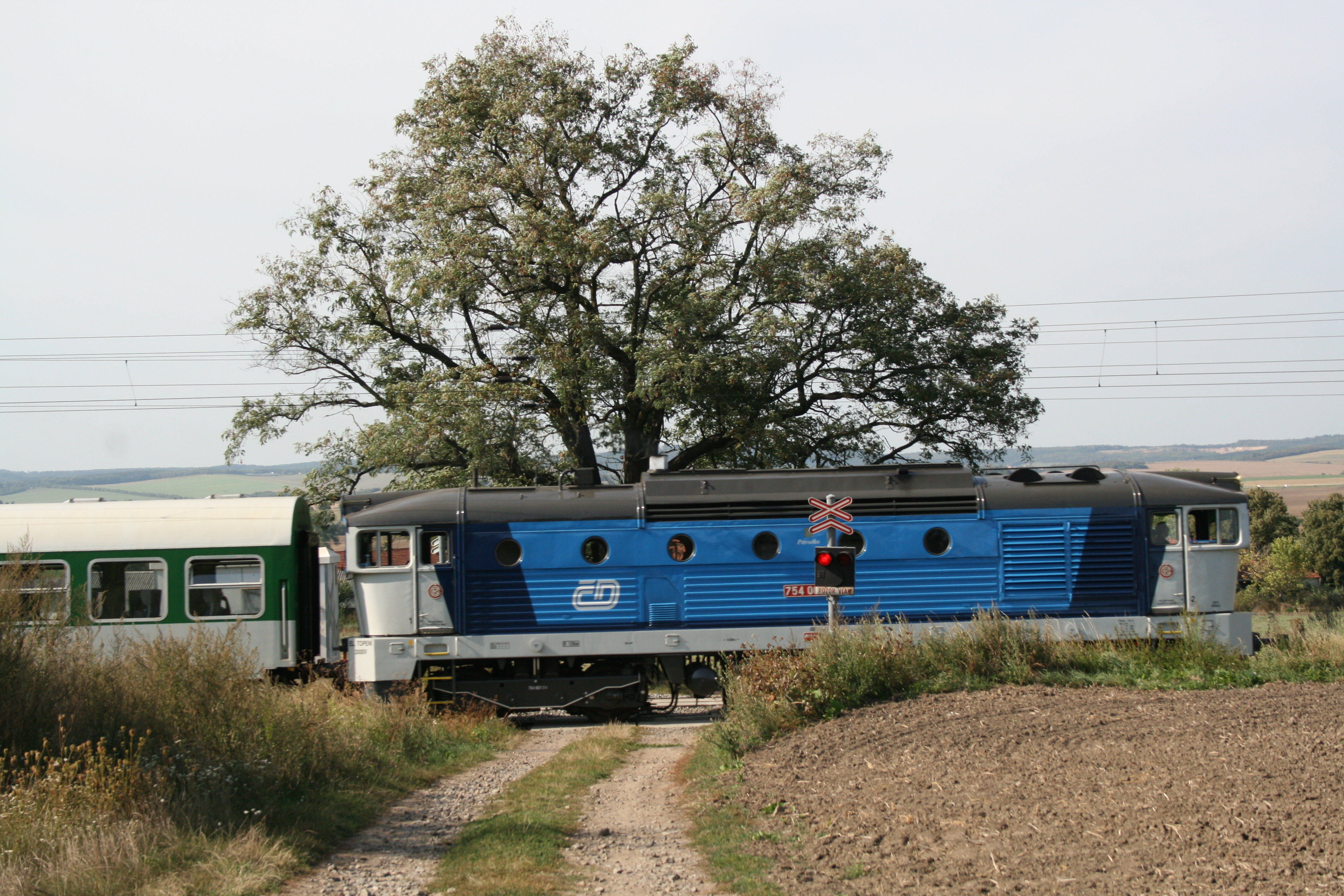
Dieselová lokomotiva řady 754
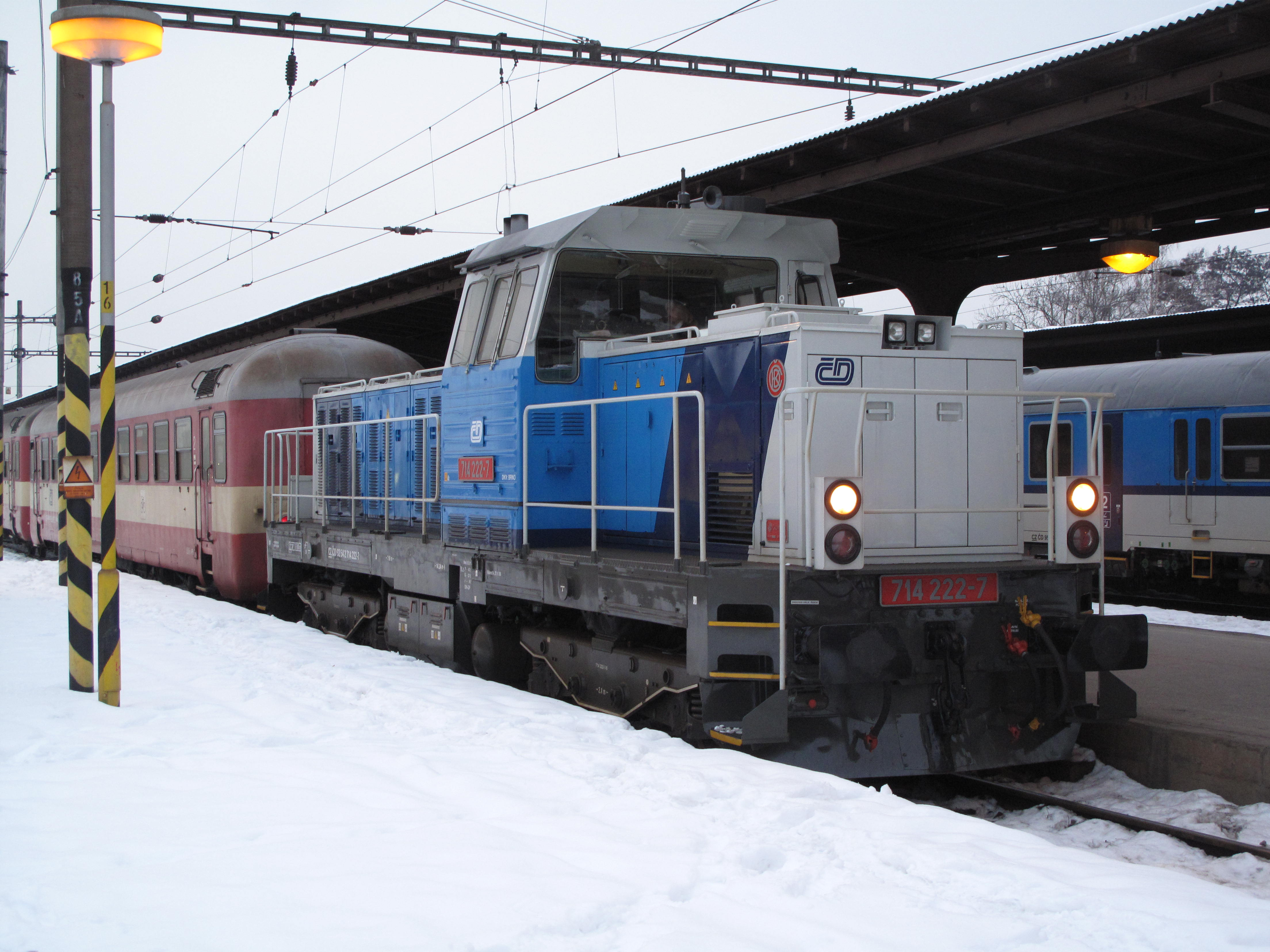
Dieselová lokomotiva řady 714

### Lokomotivy bez lichoběžníků

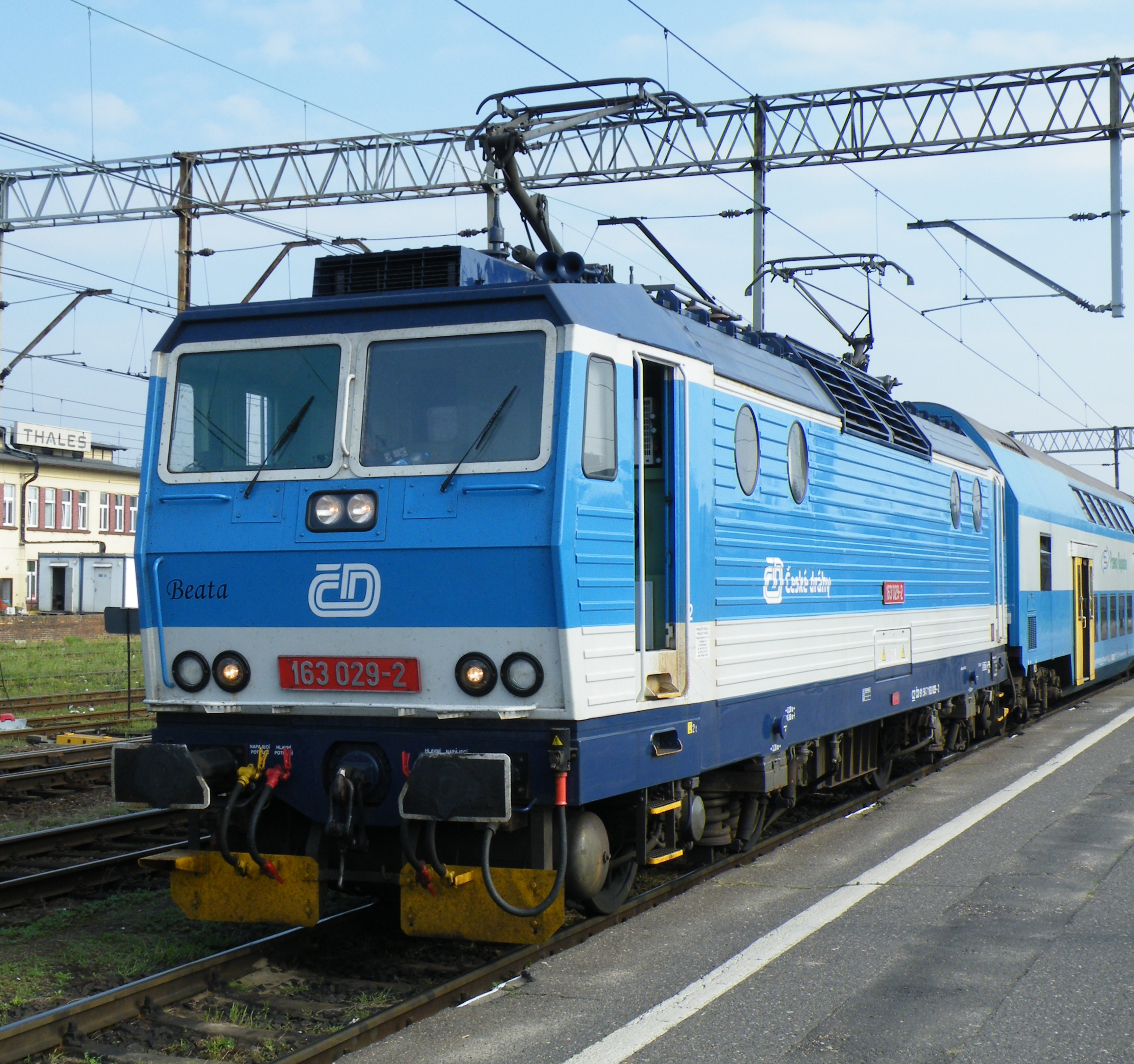
Elektrická lokomotiva řady 163
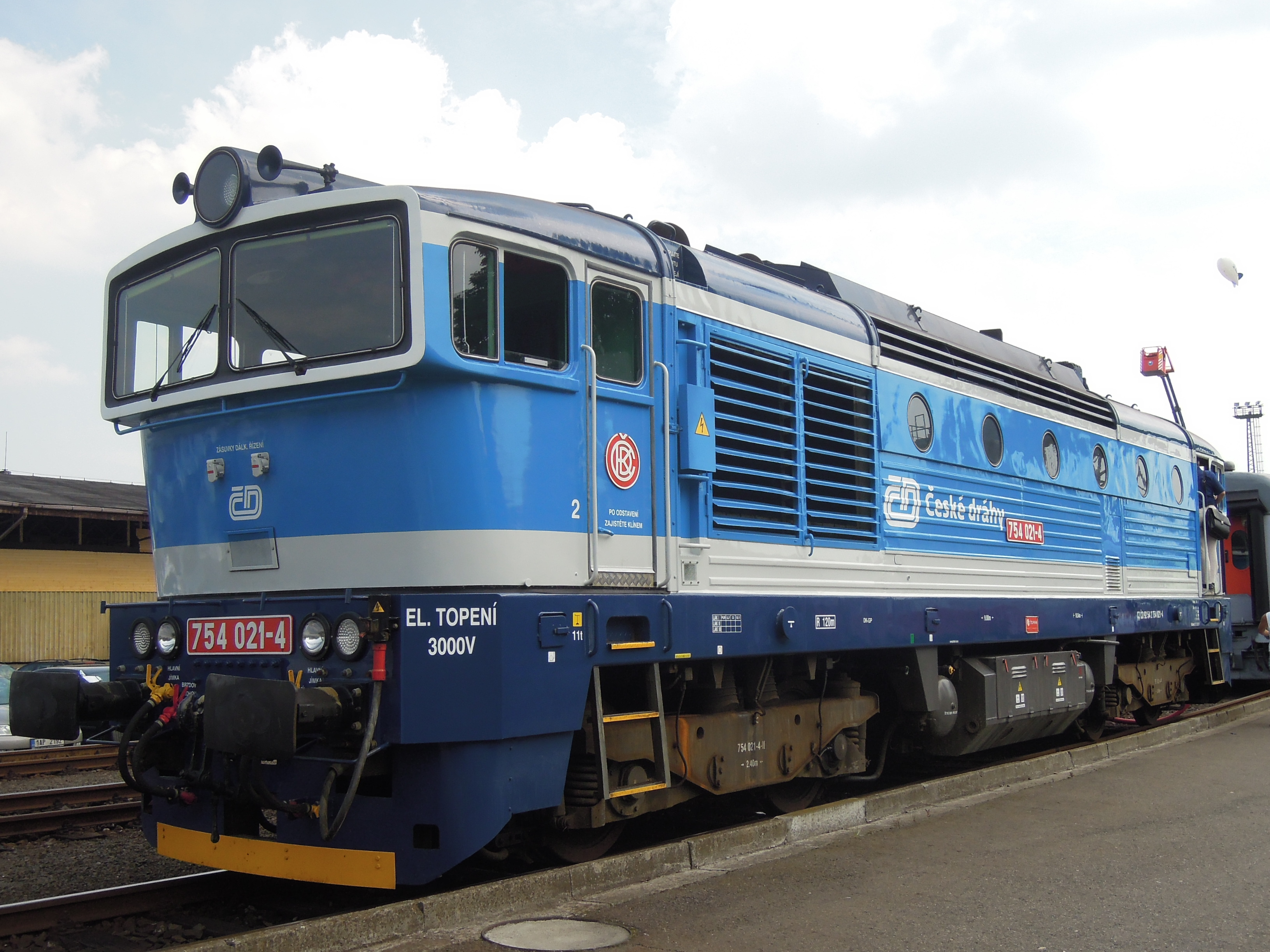
Dieselová lokomotiva řady 754

### Autobus

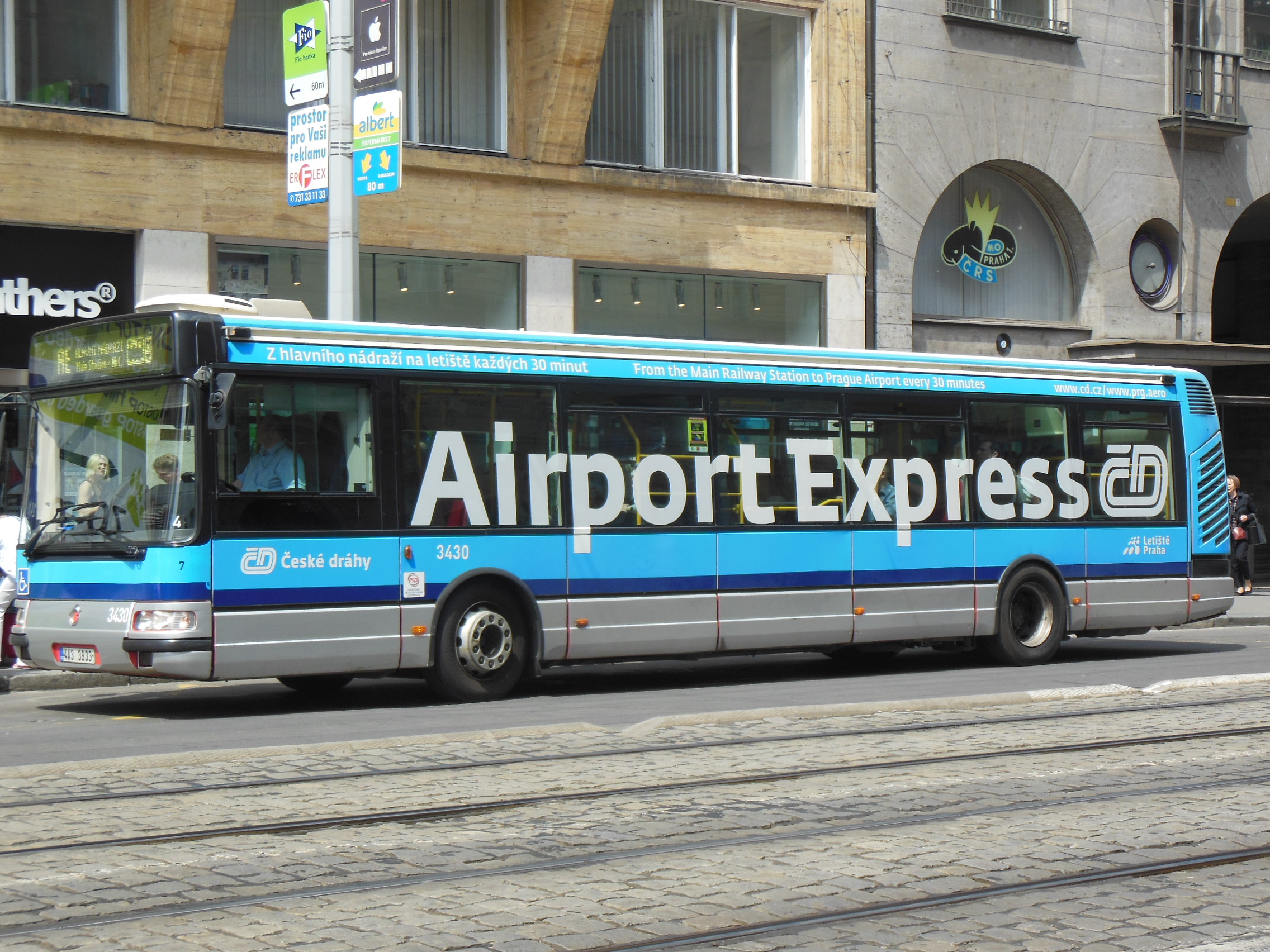
Autobus linky Airport Express ČD v Praze, provozované Dopravním podnikem hl. m. Prahy na základě smlouvy s ČD